# Trận Kiev (1941)
Trận Kiev năm 1941 là trận công kích lớn thứ ba của Đức Quốc Xã vào mặt trận Tây Nam của Hồng quân Liên Xô (ngả qua Urkraina) trong Chiến dịch Barbarossa, sau Trận Dubno - Lutsk - Brody ở biên giới phía Tây Ukraina và Trận Uman ở miền Trung Ukraina. Từ ngày 22 tháng 6 đến ngày 30 tháng 9 năm 1941, Cụm tập đoàn quân Nam được sự hỗ trợ từ Cụm tập đoàn quân Trung tâm của quân đội Đức quốc xã đã bao vây và loại khỏi vòng chiến đấu những lực lượng cơ bản của Phương diện quân Tây Nam (Liên Xô) đang phòng thủ khu vực Tây Nam mặt trận mà trọng điểm là khu phòng thủ Kiev (Киев). Đây là một trong những chiến quả quân sự lớn nhất của quân đội Đức trong toàn bộ Chiến tranh Xô-Đức cũng như trong lịch sử quân sự thế giới. Kết quả trận đánh là chiến thắng quyết định của Quân đội Đức Quốc xã giúp họ ổn định được mặt trận của Cụm tập đoàn quân Nam để tập trung lực lượng cho Cụm tập đoàn quân Trung tâm tiến hành chiến dịch "Typhoon" tấn công thẳng vào thủ đô Liên Xô với ý đồ kết thúc sớm cuộc chiến Xô-Đức.
Nguyên nhân chủ yếu dẫn tới thảm họa Kiev của Liên Xô được cho là đến từ sự chủ quan quá mức của lãnh tụ Iosif Vissarionovich Stalin. Thất bại của Phương diện quân Tây Nam và Phương diện quân Nam không những làm cho Liên Xô bị tổn thất rất lớn về binh lực và phương tiện mà còn khiến họ đánh mất một vùng công nghiệp phát triển, một vùng lúa mì trù phú. Ngoài ra, nguồn dầu mỏ từ Baku cũng bị uy hiếp, đường ra Biển Đen bị cắt đứt làm cho sức mạnh của Hải quân Liên Xô trên Địa Trung Hải bị suy giảm nghiêm trọng. Việc để mất Kiev cũng làm cho các cường quốc ở phương Tây thêm nghi ngờ vào khả năng giữ nước của Quân đội Liên Xô, ảnh hưởng đáng kể đến vị thế của Liên Xô trên trường quốc tế. Mặc dù quân Đức thắng trận cũng phải chịu thiệt hại nặng nề, song với việc các Tập đoàn quân Liên Xô đã bị tiêu diệt cùng con đường rộng mở cho quân Đức tiến vào vùng Ukraina, chiến thắng Kiev được xem là một trong những thắng lợi lớn nhất của họ trong Chiến tranh thế giới thứ hai.
Trận đánh đẫm máu này có thể được xem là trận thắng vinh quang nhất của lãnh tụ Adolf Hitler nói riêng và Đức Quốc xã nói chung trong cuộc Chiến tranh Xô-Đức, và là thất bại thảm hại nhất của Quân đội Liên Xô thời đó.

## Binh lực các bên tham chiến

### Quân đội Đức và các nước phụ thuộc
- Bộ binh: Các tập đoàn quân dã chiến 6, 11, 17 (Đức) gồm 46 sư đoàn Đức, 8 sư đoàn Romania, 1 sư đoàn Slovakia.
- Xe tăng: Tập đoàn quân xe tăng 1 gồm 6 sư đoàn xe tăng, 3 sư đoàn cơ giới; quân đoàn xe tăng 40.
- Không quân: Tập đoàn quân không quân 4 với 1.300 máy bay
- Pháo binh: 5 sư đoàn

### Quân đội Liên Xô
- Bộ binh: Các tập đoàn quân bộ binh 5, 6, 9, 12, 26. Nửa cuối chiến dịch có thêm các tập đoàn quân bộ binh 37, 38. Trong số này, tập đoàn quân 6 chỉ gồm một ít đơn vị còn lại sau khi các đơn vị khác trong tập đoàn quân bị tiêu diệt ở trận Dubno - Lutsk - Brody và trận Uman, tập đoàn quân 12 cũng không còn đầy đủ lực lượng sau khi thoát khỏi bị vậy trong trận Uman.
- Xe tăng: Các quân đoàn cơ giới độc lập 9, 19, 22, các quân đoàn cơ giới 8, 4, 24, 15 thuộc các tập đoàn quân 5, 6, 12 và 26. Trong số này quân đoàn cơ giới số 9, 15, 19 và 22 đã bị thiệt hại nặng nề sau trận đấu tăng ở Dubno - Lutsk - Brody.
- Không quân: Các sư đoàn không quân 15, 17, 62.
- Pháo binh: 6 sư đoàn trong đó có 1 sư đoàn pháo chống tăng.

Tập đoàn quân số 16 của trung tướng Mikhail Fedorovich Lukin và tập đoàn quân số 19 của trung tướng Konev vốn được xếp phòng thủ ở quân khu đặc biệt Kiev (phương diện quân Tây Nam) nhưng đã được Bộ Tư lệnh Hồng quân điều sang chi viện cho phương diện quân Tây (quân khu đặc biệt Tây cũ).

## Ý đồ quân sự của các bên

### Nước Đức Quốc xã

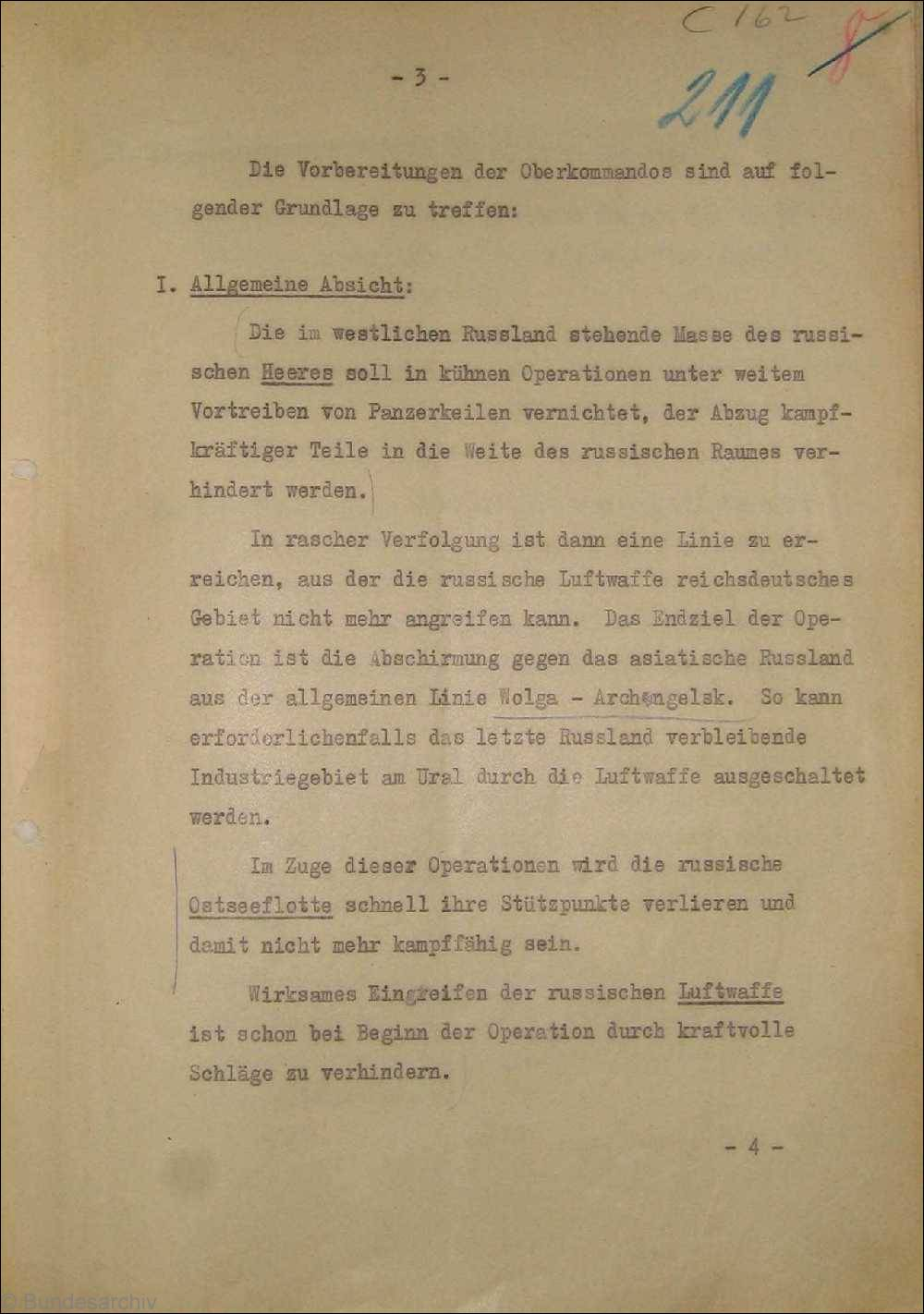
Trang 3 - Chỉ thị 21 của Hitler đề cập đến chiều sâu nhiệm vụ của quân đội Đức Quốc xã tại cánh Nam mặt trận Đức-Xô

Trong kế hoạch Barbarossa, giới quân sự nước Đức Quốc xã coi việc đánh chiếm Ukraina, vùng Hạ Volga và vùng Kavkaz có vai trò quan trọng không kém việc đánh chiếm thủ đô Moskva và thành phố Leningrad. Nếu như việc đánh chiếm Moskva và Leningrad lấy ý nghĩa chính trị - quân sự làm trọng thì việc đánh chiếm các vùng công nghiệp, nông nghiệp và dầu mỏ ở miền Nam Liên Xô có ý nghĩa kinh tế - quân sự sống còn đối với nước Đức trong cuộc chiến với Liên Xô. Tại mặt trận phía nam phần lãnh thổ Liên Xô ở châu Âu, Kế hoạch Barbarossa đặt ra nhiệm vụ mở những chiến dịch đột kích sâu bằng xe tăng để bao vây và tiêu diệt những lực lượng chủ yếu của Liên Xô đóng tại vùng biên giới, ngăn chặn không cho các lực lượng còn sức chiến đấu của họ rút vào nội địa; tiến hành truy kích và chiếm giữ những tuyến chiến đấu sao cho không quân Liên Xô không thể ném bom xuống đất Đức. Mục tiêu cuối cùng cho các chiến dịch là tiến đến tuyến Volga - Arkhalghensk, tạo điều kiện để khi cần thiết có thể dùng không quân đánh tê liệt khu vực công nghiệp quân sự cuối cùng của Liên Xô tại vùng Ural. Sau khi hoàn thành nhiệm vụ này, cánh quân phía nam của quân đội Đức quốc xã sẽ trở thành một trong ba mũi hợp vây cuối cùng đối với quân đội Liên Xô tại hướng Moskva. Hitler tin rằng, mất nguồn đầu lửa từ Baku, nguồn lúa mỳ ở Ukraina và khu công nghiệp Donbass trù phú, Liên Xô sẽ suy yếu nghiêm trọng và đi đến phá sản về kinh tế.
Hướng đột kích chủ yếu của Cụm tập đoàn quân Nam (Đức) nhằm vào khu vực của các tập đoàn quân 5, 6, và 26 (Liên Xô) trên cánh bắc từ Koven - Lvov - Vladimir Volynsky đến Peremysl gồm tập đoàn quân dã chiến 6, tập đoàn quân xe tăng 1, tập đoàn quân 17 với 300.000 quân, gần 5.500 khẩu pháo, 700 xe tăng. Tập đoàn quân xe tăng 1 của tướng Ewald von Kleist tấn công ở giữa. Các tập đoàn quân dã chiến 6 của thống chế Walther von Reichenau và 17 của tướng Carl-Heinrich von Stülpnagel tấn công bên sườn trái và sườn phải của tập đoàn quân xe tăng 1. Trên khu vực đột kích ở Vladimir Volynskiy, quân Đức đã tạo được ưu thế cục bộ gấp ba lần về binh lực và gấp hai lần về pháo. Tại hướng đột kích thứ yếu nhằm vào khu vực Tây Nam Karpat trên dải phòng ngự của các tập đoàn quân 9 và 12 (Liên Xô) từ Przemysl - Serbauti - Iasi đến bờ biển Đen gồm tập đoàn quân dã chiến 11 (Đức), các tập đoàn quân Romania 3 và 4. Trong đó, tập đoàn quân dã chiến 11 tấn công ở giữa, hai tập đoàn quân Romania 3 và 4 tấn công ở hai bên sườn.
Ý đồ của Thống chế Gerd von Rundstedt, Tư lệnh Cụm tập đoàn quân Nam (Đức) là tạm thời phòng thủ tuyến biên giới giữa Hungary và Romania với Liên Xô; sử dụng lực lượng bộ binh cơ giới và xe tăng rất mạnh gồm ba tập đoàn quân Đức ở cánh bắc dồn các tập đoàn quân của Liên Xô xuống phía nam, chia cắt Quân khu Kiev với Quân khu đặc biệt miền Tây. Sau đó mới sử dụng cánh Nam gồm một tập đoàn quân Đức và hai tập đoàn quân Romania vượt sông Prut phối hợp với cánh Bắc hợp vây các tập đoàn quân Liên Xô ở hữu ngạn sông Dniestr.

### Quân đội Liên Xô
Tại các quân khu Kiev và Odessa, Quân đội Liên Xô bố trí hai tuyến phòng ngự. Tuyến phòng ngự trên biên giới mới được tạo nên sau chiến dịch Tây Belorussia và Bessarrabia năm 1939 - 1940 gồm các lực lượng cơ bản của các tập đoàn quân 5, 6, 26, 12 và 9. Tại quân khu đặc biệt Kiev, phòng ngự trên tuyến biên giới cũ gồm lực lượng còn lại của các tập đoàn 5, 6, 12, 26, các quân đoàn cơ giới 15, 22 và tập đoàn quân 16. Sâu trong nội địa cách biên giới từ 250 đến 300 km có các quân đoàn cơ giới 4, 8, 9 và 19 đang trong giai đoạn xây dựng. Tổng số xe tăng của bốn quân đoàn này lên đế hơn 750 chiếc nhưng lại chỉ có 163 chiếc xe tăng chủ lực KV và T-34 là có thể đương đầu với xe tăng T-IV của Đức; số còn lại đều là các xe tăng hạng nhẹ T-26, T-28 và BT-7. Tại quân khu Odessa, Bộ Tổng tư lệnh quân đội Liên Xô chỉ bố trí ở khu vực biên giới mới tập đoàn quân 9, các quân đoàn kỵ binh 16 và 18. Trên tuyến biên giới cũ trên sông Dniestr, đến ngày 7 tháng 7 mới triển khai tập đoàn quân 18 với biên chế 2 quân đoàn cùng với quân đoàn kỵ binh 2 và quân đoàn cơ giới 2 sử dụng toàn xe tăng hạng nhẹ T-26 và BT-7.
Phương án phòng thủ cơ bản của Quân đội Liên Xô là sử dụng các cứ điểm đang được xây dựng trên tuyến biên giới mới và các cứ điểm đã có trên tuyến biên giới cũ để kìm chân các cánh quân chủ lực của Cụm tập đoàn quân Nam (Đức); sau đó kéo các quân đoàn cơ giới từ tuyến trong ra phản đột kích, đẩy lùi quân Đức về bên kia tuyến biên giới. Tất cả đã được hoạch định trong phần kế hoạch KOVO-41 dành cho các quân khu. Tuy nhiên, do mệnh lệnh chuyển trạng thái chiến đấu từ Bộ Tổng tư lệnh tối cao đến với Phương diện quân Tây Nam quá muộn (chỉ hơn một giờ trước khi quân Đức phát động tấn công), ý đồ phòng thủ tại chỗ đã bị phá sản.

## Diễn biến

### Tình thế chiến trường trước Trận Kiev

#### Hội chiến biên giới tại Ukraina và Bessarabia

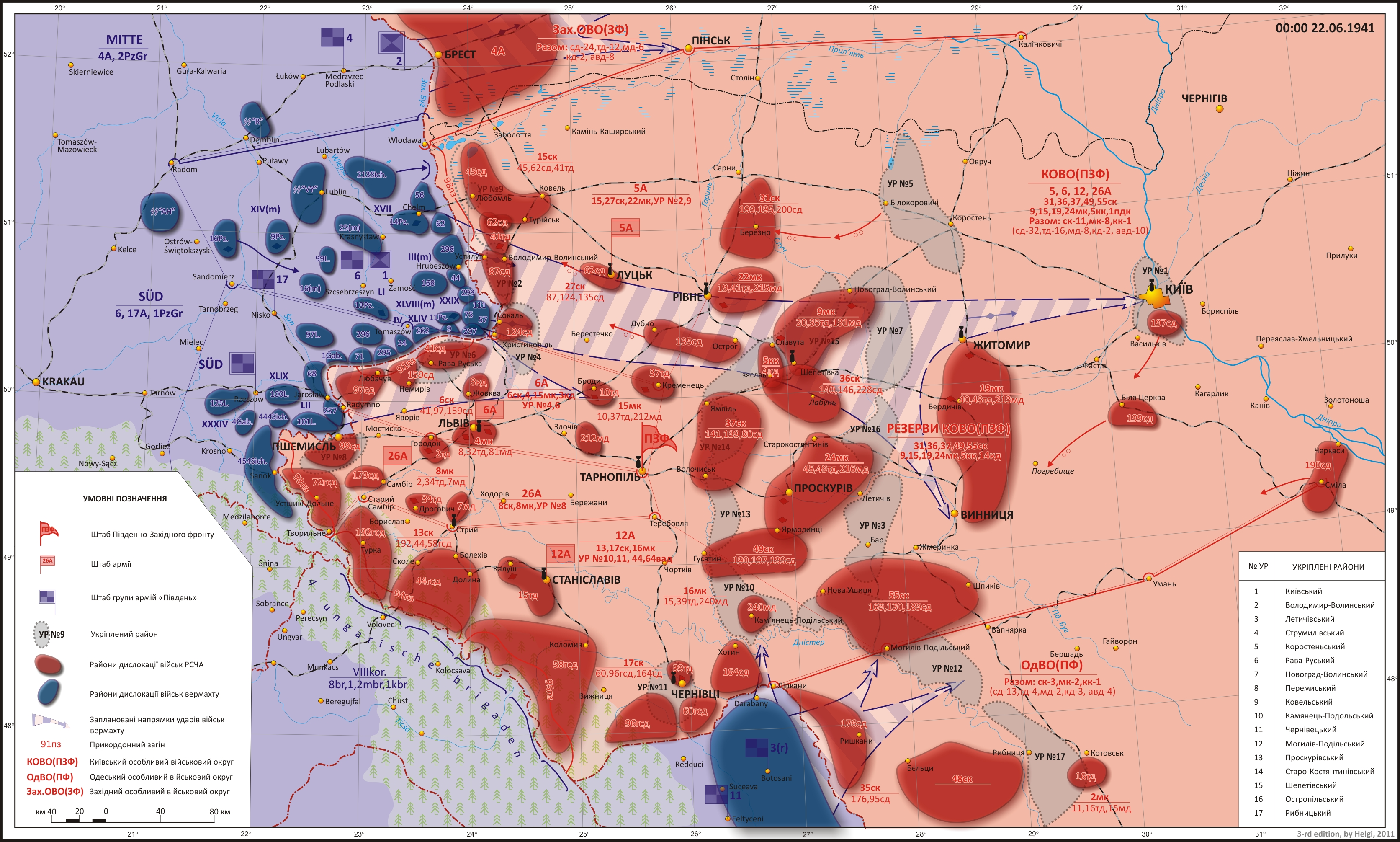
Sơ đồ bố trí binh lực trên hướng Tây Nam Liên Xô và kế hoạch tấn công của quân đội Đức Quốc xã

3 giờ 45 phút sáng ngày 22 tháng 6 năm 1941, các trận tấn công bất ngờ đầu tiên của quân đội Đức quốc xã vào Ukraina (khi đó thuộc Liên Xô). Tập đoàn quân 6 (Đức) tấn công vào dải phòng ngự của tập đoàn quân 5 (Liên Xô) từ Koven đến Rovno; mũi đột kích chủ yếu nhằm vào chỗ nối giữa tập đoàn quân 5 và tập đoàn quân 6 (Liên Xô) tại tuyến Ustiluh - Kryshnopol. Tập đoàn quân xe tăng 1 tấn công từ Rovno đến Tomashuv vào tập đoàn quân 6; mũi xe tăng đột kích hướng về Sokal - Vladimir Volynskiy. Tập đoàn quân 17 tấn công từ Tomashuv đến Przemysl vào tập đoàn quân 26, cánh quân chủ yếu đột kích vào Rava Russkaya. Do báo động chuyển trạng thái chiến đấu muộn nên các sư đoàn bộ binh 45, 62, 87, 124 (tập đoàn quân 5); 72, 99 (tập đoàn quân 26); 41, 97, 159 và sư đoàn kỵ binh 3 (tập đoàn quân 6) phải mất từ 8 đến 10 giờ để các khu vực phòng thủ biên giới đã được phân công. Các đơn vị tuyến hai chỉ có thể tiếp cận chiến trường sau hai ngày. Tính bất ngờ của cuọc tấn công đã tạo ra một lợi thế lớn cho quân đội Đức quốc xã. Ngay trong ngày chiến tranh đầu tiên, 180 máy bay của Liên Xô đã bị bắn rơi hoặc phá hủy tại không phận Quân khu đặc biệt Kiev. Tại hướng cực Nam của mặt trận, các tập đoàn quân 11 (Đức) của tướng Eugen Ritter von Schobert, tập đoàn quân Romania 3 của tướng Constantinescu và tập đoàn quân Romania 4 của tướng Dumitrescu chưa phát động tiến công ngay.
13 giờ ngày 22 tháng 6, Đại tướng Tổng tham mưu trưởng quân đội Liên Xô G. K. Zhukov được phái đến chỉ đạo tác chiến tại Quân khu đặc biệt Kiev (được đổi thành Phương diện quân Tây Nam). 24 giờ ngày 23 tháng 6, Bộ Tổng tư lệnh Liên Xô hạ lệnh cho Phương diện quân Tây Nam phải phản đột kích ngay vào các cánh quân Đức đã đột nhập lãnh thổ Liên Xô tại Sokal. Mặc dù tham mưu trưởng phương diện quân, tướng M. A. Purkaev cho rằng Phương diện quân không đủ lực lượng và phương tiện để phản kích nhưng vẫn phải thực thi mệnh lệnh này. Trong tay Bộ tư lệnh Phương diện quân Tây Nam chỉ có hai quân đoàn cơ giới 8 và 15 để huy động vào cuộc phản kích. Ba quân đoàn cơ giới 9, 19 và 22 phải đến ngày 24 mới có thể tiếp cận chiến trường. Các tập đoàn quân 5, 6, 26 đều rải các đơn vị bộ binh trên tuyến mặt trận dài hơn 600 km. Cuộc phản kích diễn ra trong ngày 24 tháng 8 vào sườn phải của quân đoàn cơ giới 48 thuộc tập đoàn quân xe tăng 1 Đức và đã chặn được cánh quân này trong hai ngày nhưng Quân đội Liên Xô không còn lực lượng dự bị trên hướng này để tiếp tục phản đột kích.
Trên hướng Vladimir Volynskiy, Sư đoàn 14 thuộc Tập đoàn quân xe tăng 1 (Đức) đã lợi dụng sự đứt đoạn trên tuyến phòng ngự giữa hai sư đoàn bộ binh 62 và 87 của tập đoàn quân 5 (Liên Xô) để đánh bọc sườn các sư đoàn này, mở đường tiến về Lusk nhưng đã bị lữ đoàn pháo chống tăng 1 (Liên Xô) chặn lại tại Voynitsa, cách Vladimir Volynskiy 20 km về phía đông. Trên hướng Sokal, sư đoàn xe tăng 16 (Đức) cũng đột phá được một đoạn cửa mở tại sườn phải của sư đoàn bộ binh 124 (Liên Xô) và tiến sâu về Radekhov. Tuyến phòng ngự của các tập đoàn quân 5, 6 của Phương diện quân Tây Nam bị xe tăng Đức chọc thủng ở nhiều nơi khác.
Trong ngày 22 tháng 6, tập đoàn quân 17 (Đức) tung ra 5 sư đoàn để công phá tuyến phòng ngự của quân đội Liên Xô tại các khu phòng thủ Rava - Russkaya, Przemysl và Strumilov (???) nhưng đến ngày 23 vẫn không vượt qua được các khu vực này. Ngày 24 tháng 6, Stülpnagel điều động thêm quân đoàn bộ binh 44 và tìm được chỗ yếu tại nơi tiếp giáp giữa các sư đoàn 97 và 159 bên sườn phải của tập đoàn quân 6 (Liên Xô). Đến cuối ngày 24, tập đoàn quân 6 (Đức) đã tạo được một cửa mở rộng 40 km để đi vòng qua các khu phòng thủ Rava - Russkaya và Przemysl. Cửa đột phá này đã tạo điều kiện cho các sư đoàn cơ giới Đức tiến vào chặn trước các quân đoàn cơ giới 9 và 19 của Liên Xô trên tuyến Dubno, không cho các quân đoàn này tiếp cận chiến trường và trợ lực cho hai quân đoàn cơ giới 8 và 15 để phản kích vào sườn tập đoàn quân xe tăng 1 (Đức). Ngày 29 tháng 6, Quân đội Liên Xô phải rút khỏi thành phố biên giới Przemysl.

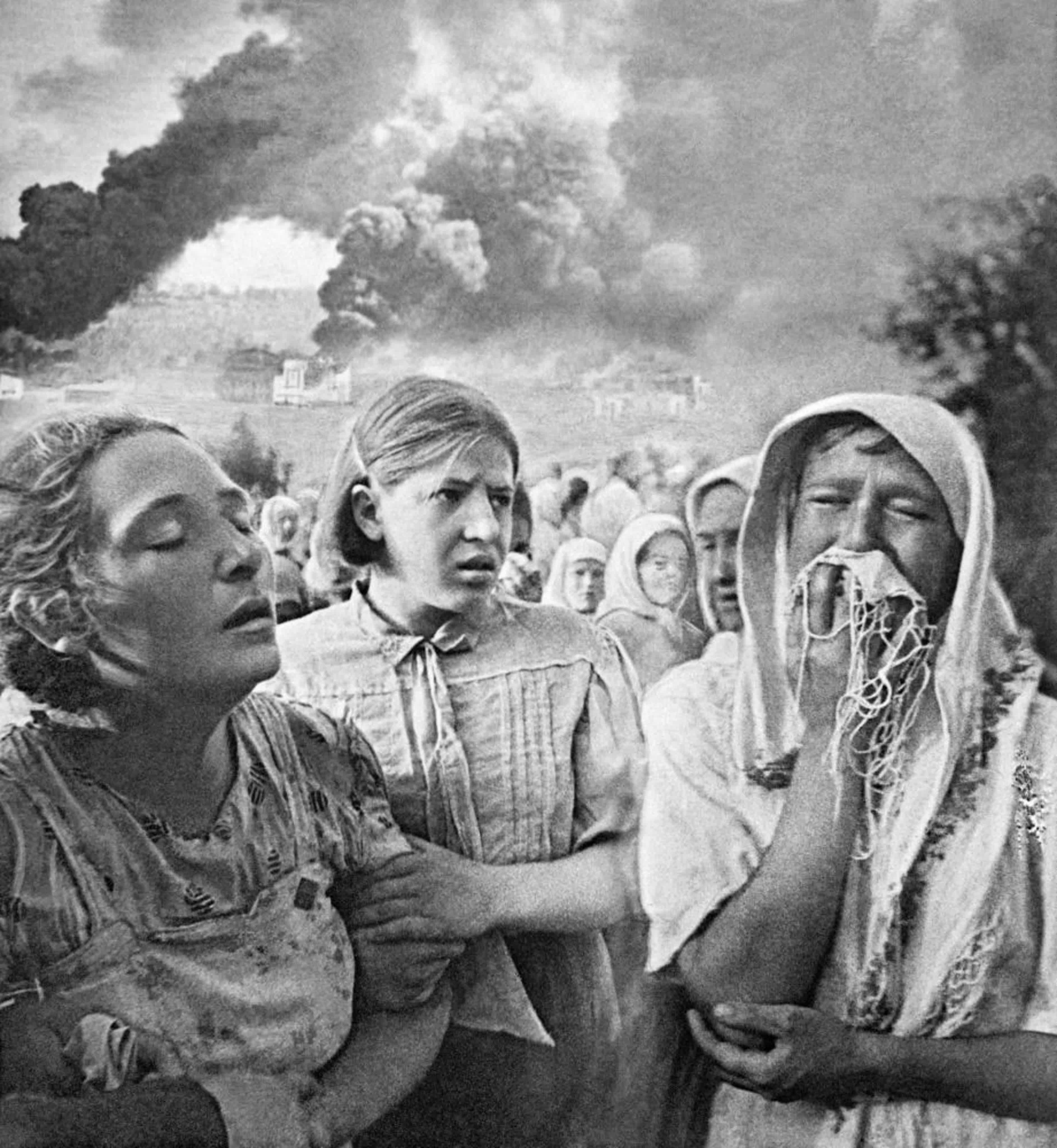
Người dân quận Grushky, Kiev vô gia cư sau trận ném bom của Không quân Đức Quốc xã xuống thành phố ngày 23-6-1941

Ngày 26 tháng 6, quân đoàn cơ giới 8 của Phương diện quân Tây Nam tiếp tục phản đột kích vào Lesnevo (???) và Berestechko nhưng không còn lực lượng để phát triển. Ngày 27 tháng 6, quân đoàn bộ binh 36 và các sư đoàn đi trước của các quân đoàn cơ giới 9 và 19 của Phương diện quân Tây Nam từ tuyến hai đã tiếp cận chiến trường và giao chiến với quân đoàn bộ binh 55, các sư đoàn xe tăng 13, 14 và sư đoàn cơ giới 60 của Tập đoàn quân xe tăng 1 Đức tại phía tây Dubno nhưng không đánh bật được các sư đoàn xe tăng Đức. Đêm 27 tháng 6, xét thấy các quân đoàn cơ giới có nguy cơ bị hợp vây, Bộ Tư lệnh phương diện quân Tây Nam dự kiến rút các sư đoàn đã bị thiệt hại về tuyến sông Stokhod, Styr, chuyển sang phòng ngự tại Koven, Dubno, Lusk và Brody nhưng Moskva vẫn hạ lệnh: Tiếp tục phản đột kích. Đại tá I. K. Bagramian, trưởng phòng tác chiến Phương diện quân Tây Nam nhận xét: "Đây là một nhiệm vụ làm chúng tôi nghẹt thở".
Trong tuần đầu tiên của chiến tranh, bốn quân đoàn cơ giới của Quân đội Liên Xô đã lần lượt giao chiến với 6 sư đoàn xe tăng và ba sư đoàn cơ giới Đức. Quân đội Liên Xô đã có thể có thắng lợi nếu như họ có thời gian để tập trung cả bốn quân đoàn này lại thành một khối xung kích mạnh. Tuy nhiên, thời gian ủng hộ quân đội Đức Quốc xã cũng như việc bị mất hàng nghìn máy bay ngay trong ngày đầu giao chiến đã làm cho không quân Liên Xô hầu như tê liệt. Các xe tăng của Liên Xô không có hệ thống súng phòng không yểm hộ đã trở thành "mồi ngon" cho các máy bay cường kích của Đức. Dù sao thì những đoàn phản kích bằng lực lượng cơ giới của Liên Xô cũng đã làm thất bại kế hoạch tốc chiến tốc thắng của quân đội Đức, ít nhất là trong tuần đầu tiên của cuộc chiến.
Do bị thiệt hại nặng cả về quân số và phương tiện, ngày 28 tháng 6, các quân đoàn cơ giới 8 và 15 của quân đội Liên Xô đã bị đánh bật khỏi Dubno. Sư đoàn xe tăng 11 (Đức) còn tấn công vào sườn trái bị hở của quân đoàn bộ binh 36 và lao nhanh về Ostroh và Shepetovka. Một sự trùng hợp ngẫu nhiên là do đánh giá thực lực của Phương diện quân Tây Nam có thể đảm đương đựợc nhiệm vụ, Bộ Tổng tư lệnh tối cao Liên Xô rút tập đoàn quân 16 trên chính hướng này đến phòng ngự tuyến hữu ngạn sông Berezina, trấn giữ con đường Mogilev – Smolensk. Tư lệnh tập đoàn quân 16, tướng M. F. Lukin buộc phải "dỡ" hai sư đoàn bộ binh đã lên tàu và điều nó đi bịt cửa mở ở phía tây Shepetovka. Bộ Tư lệnh phương diện quân Tây Nam cũng phải điều hai quân đoàn cơ giới 8 và 15 đã yếu đi rất nhiều vào các cuộc phản kích hướng lên phía bắc tới Dubno. Thậm chí, còn phải tung cả quân đoàn cơ giới dự bị số 24 đang xây dựng (mới chỉ có một sư đoàn và 2 trung đoàn) vào chiến đấu. Đến ngày 30 tháng 6, Bộ tư lệnh Phương diện quân Tây Nam mới nhận được những tin tức thiệt hại của hai quân đoàn cơ giới 9 và 19 tại tuyến Rovno. Các quân đoàn này không thể đến Dubno do bị hai quân đoàn xe tăng Đức liên tục đột kích từ sườn phía nam. Cuộc tiến công của quân đoàn cơ giới 8 vì thế trở nên đơn độc, bị sa vào vòng vây của hai quân đoàn cơ giới Đức tại Brody. Không còn dầu cho các xe tăng, chỉ huy quân đoàn đã hạ lệnh chôn các xe tăng dưới đất và chiến đấu đến viên đạn cuối cùng. Không chịu đựng được sức ép của thất bại, Ủy viên hội đồng quân sự Phương diện quân Tây Nam, Chính ủy quân đoàn N. N. Vashughin đã tự sát.

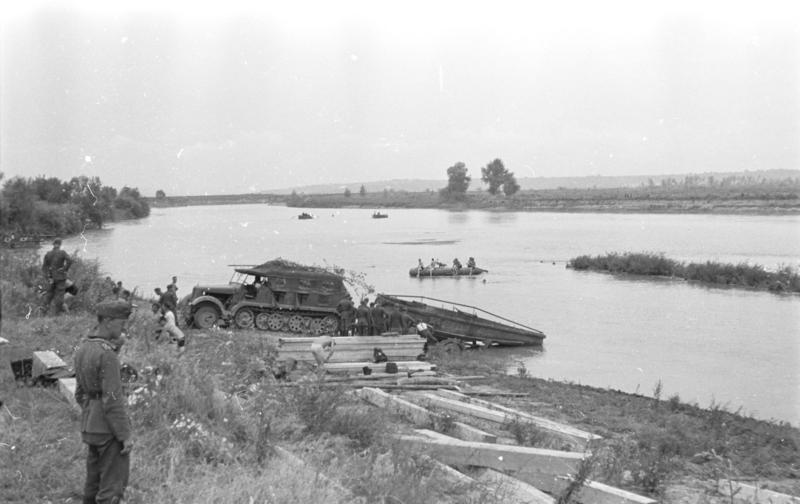
Quân đội Đức quốc xã và quân đội Romania vượt sông Prut tấn công miền Nam Liên Xô, tháng 6 năm 1941

Cụm tập đoàn quân Nam (Đức) giữ thế phòng ngự ở biên giới Romania trong mấy ngày đầu không phải không có chủ định chiến thuật. Đến ngày 25 tháng 6, khi các tập đoàn quân 5 và 6 (Liên Xô) phải lùi dần, chỗ hở bên sườn phải các tập đoàn quân 12 và 26 xuất hiện, tập đoàn quân 17 với 12 sư đoàn, trong đó có ba sư đoàn cơ giới mới bắt đầu tiến công, dồn hai tập đoàn quân này về phía nam. Tại Quân khu đặc biệt Odessa (sau đổi thành Tập đoàn quân duyên hải rồi thành Phương diện quân Nam, tư lệnh Quân khu, trung tướng Yakovlev Timofeevich Cherevichenko có 13 sư đoàn bộ binh, 4 sư đoàn xe tăng, 2 sư đoàn cơ giới và 3 sư đoàn kỵ binh. Quân đội Đức đã sử dụng 12 sư đoàn Đức, 9 sư đoàn Romania mở cuộc tấn công vào ngày 25 tháng 6 (ba ngày sau khi chiến sự khởi phát tại phía tây Ukraina). Đến ngày 1 tháng 7, các đơn vị cơ giới Đức đã tiến đến tuyến Moghilev Podonsky - Jmerynka, đe dọa đánh vào sườn các tập đoàn quân 12, 26 và tập đoàn quân 9. Đến này 30 tháng 6, tập đoàn quân 11 (Đức), các tập đoàn quân 3, 4 Romania đã chọc thủng tuyến phòng ngự của Phương diện quân Nam sâu đến 50 km. Quân Đức và Romania tiếp tục mở rộng các cửa đột phá. Nguy cơ bị quân Đức bao vây của hai tập đoàn quân 12 và 26 cùng chủ lực Phương diện quân Nam xuất hiện.
Sau các trận đánh biên giới, cuối tháng 6 năm 1941, Phương diện quân Tây Nam của quân đội Xô viết tại Ukraina đã chịu những tổn thất rất nặng nề nhưng về cơ bản đã tránh được các đòn đánh thọc sườn, bảo vệ được lực lượng và rút lui có tổ chức về tuyến sông Slutch (Случь), sông Dnestr (Днестр) và sông Tây Bug (Западный Буг) để bảo vệ thủ đô Kiev. Tuy nhiên, dãn cách đứt đoạn ở giữa mặt trận của các tập đoàn quân 12 và 26 đã làm cho hai tập đoàn quân này có nguy cơ bị bứt khỏi chủ lực của Phương diện quân Tây Nam. Sở chỉ huy Bộ tư lệnh Phương diện quân Tây Nam cũng phải rút lui từ Tarnopol về Proskurovka.

#### Quân đội Đức đột phá phía nam Kiev và trận hợp vây Uman

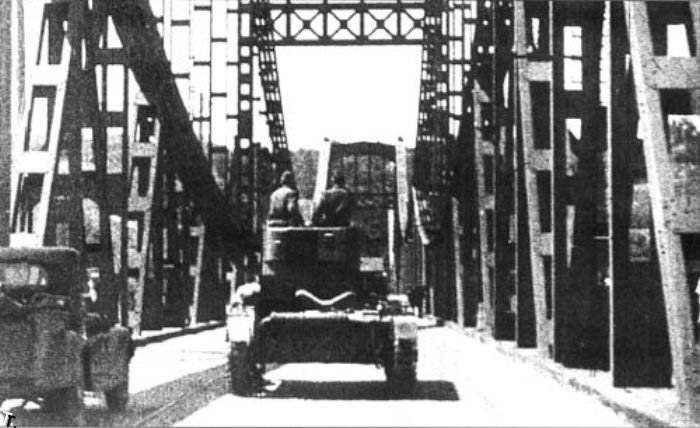
Xe tăng T-26 (Liên Xô) qua cầu Kiev ra mặt trận, mùa hè 1941

Do không còn lực lượng dự bị, ngày 30 tháng 6 năm 1941, Bộ Tổng tư lệnh tối cao quân đội Liên Xô gửi bức điện phê chuẩn kế hoạch của Phương diện quân Tây Nam đến ngày 9 tháng 7 sẽ lui về khu phòng thủ cũ tại tuyến Korosten – Novohrad-Volynskyi – Shepetovsky – Staro-Konstantinovsk – Proskurovka (Проскуровск). Phương diện quân Nam gồm 2 tập đoàn quân 9 và 18 cũng được lệnh lui về tả ngạn sông Dniestr trên tuyến Kamenets Podolski - Moghilev Podolsky - Kukueshi (???) - Sarateni (???) - Kishinev. Đây chính là khu vực biên giới cũ của Liên Xô trước khi giành lại các phần lãnh thổ bị Ba Lan chiếm trước đây - vùng Galasi và Bessarabia theo tinh thần hiệp ước Molotov-Ribbentrop. Tuy nhiên, Cụm tập đoàn quân Nam (Đức) đã đi trước một phần ý đồ rút quân của Phương diện quân Tây Nam (Liên Xô). Ngày 2 tháng 7, tập đoàn quân 17 (Đức) tiến công dọc đường cái Brody - Tarnopol, chiếm Tarnopol, vòng qua sườn trái bị hở của tập đoàn quân 6 (Liên Xô), đe dọa cắt rời ba tập đoàn quân 6, 12, 26 và đẩy các tập đoàn quân này lùi sâu thêm về phía nam. Ngày 3 tháng 7, thượng tướng M. P. Kirponosh định điều động tập đoàn quân 19 do trung tướng I. S. Koniev chỉ huy đóng quanh khu vực Kiev ra bịt cửa mở Tarnopol nhưng Bộ Tổng tư lệnh tối cao quân đội Liên Xô đã rút tập đoàn quân này để tăng cường cho Phương diện quân Tây. M. P. Kirponosh đành tung lực lượng dự bị cuối cùng của mình là quân đoàn bộ binh 49 và quân đoàn cơ giới 24 (tất cả chỉ có bốn sư đoàn). Các binh đoàn mỏng yếu này nhanh chóng bị Tập đoàn quân 17 (Đức) đẩy lùi. Sở chỉ huy Phương diện quân Tây Nam phải dời đến Zhitomir (Житомир) và sau đó ít ngày, về Kiev.
Ngày 7 tháng 7 năm 1941, 12 sư đoàn xe tăng và bộ binh Đức chọc thủng tuyến phòng thủ của quân đoàn bộ binh 7 và quân đoàn cơ giới 19 (Liên Xô) tại phía nam trung tâm phòng ngự Novograd Volynskiy và Novyi Miropol (Myropol), phá vỡ kế hoạch phòng ngự của Phương diện quân Tây Nam trên khu phòng thủ biên giới cũ. 11 giờ trưa ngày 7 tháng 7, quân đoàn cơ giới 48 (Đức) chiếm Chudnov. 16 giờ cùng ngày, sư đoàn xe tăng 11 (Đức) đánh chiếm Berdichev (Бердичев). Ngày 9 tháng 7, quân đoàn xe tăng 3 (Đức) gồm các sư đoàn xe tăng 13, 14 và sư đoàn cơ giới chiếm Zhitomir (Житомир). Trinh sát đường không của Liên Xô đếm được khoảng 300 xe tăng Đức đang triển khai về hướng Kiev. Đến ngày 11 tháng 7, các binh đội moto cơ giới tiền tiêu của quân đoàn cơ giới 48 (Đức) đã đến được sông Irpen (Ирпень), chỉ cách phía tây Kiev 15–20 km. Bộ Tổng tư lệnh tối cao Liên Xô vội vã chuyển cho Phương diện quân Tây Nam quân đoàn cơ giới 16 đang hoạt động tại khu vực Mozyr với mệnh lệnh: "Phải bịt ngay khu vực cố thủ, tiêu diệt quân địch đã đột nhập". Tuy nhiên, quân đoàn này còn cách Berdichev (Бердичев) hơn 100 km, chưa thể tác động ngay đến tình hình cánh bắc của Phương diện quân Tây Nam đang rất nguy ngập. Tư lệnh Phương diện quân M. P. Kirponosh đề nghị Đại bản doanh trả lại cho Phương diện quân ba trung đoàn pháo chống tăng vừa được điều sang phương diện quân Tây nhưng G. K. Zhukov cho biết đề nghị này bị bác bỏ do hướng Smolensk - Moskva đang bị quân Đức uy hiếp nghiêm trọng. G. K. Zhukov cũng yêu cầu Phương diện quân cho chuyển các trung đoàn pháo cao xạ thành các trung đoàn pháo chống tăng, sử dụng đạn xuyên bê tông thay cho đạn mảnh.
Ngày 9 tháng 7, Bộ tư lệnh Phương diện quân Tây Nam (Liên Xô) huy động quân đoàn bộ binh 49 (thuộc tập đoàn quân 6), quân đoàn bộ binh 31, quân đoàn cơ giới 4 (thuộc tập đoàn quân 5) và các 15, 16 (độc lập) tổ chức phản đột kích vào Berdichev (Бердичев) để thủ tiêu nguy cơ bị hợp vây. Chủ lực tập đoàn quân 5 đột kích từ khu phòng thủ Korosten và suờn trái tập đoàn quân xe tăng 1 (Đức) hướng về Zhitomir. Các trung đoàn máy bay ném bom tầm xa 94, 224 và 226 thuộc các sư đoàn không quân 17 và 62 (Liên Xô) đã ném bom nhiều trận vào đội hình xe tăng Đức trên con đường từ Zhitomir đi Fastov. Các trận đánh ác liệt của quân đội Liên Xô từ ngày 9 đến ngày 16 tháng 7 tại khu vực Berdichev (Бердичев) - Zhitomir (Житомир) đã làm cho Tập đoàn quân xe tăng 1 (Đức) phải ngừng tấn công để đối phó với các mũi đột kích của quân đội Liên Xô từ hai bên sườn. Tranh thủ thời gian một tuần đó, Phương diện quân Tây Nam đã củng cố khu phòng thủ Kiev bằng tập đoàn quân 37 mới được thành lập từ các đơn vị dự bị và hai lữ đoàn thuộc quân đoàn đổ bộ đường không 2. Đại tá S. K. Potekhin được giao nhiệm vụ chỉ huy khu phòng thủ Kiev. Những người dân Kiev đều tự coi mình là người đã được động viên. Tại hướng Nam, mũi đột kích từ tập đoàn quân 6 do tướng I. N. Muzychenko chỉ huy đã không thể triển khai được do quân đoàn 49 bị tổn thất trầm trọng và đang rút lui, quân đoàn cơ giới 4 đang phải chiến đấu để phá vây tại Ivanopol và quân đoàn bộ binh 37 đang phải chống lại hai quân đoàn bộ binh của tập đoàn quân 17 (Đức) và tập đoàn quân 3 (Romania).
Tuy nhiên, Bộ tư lệnh Cụm tập đoàn Nam (Đức) chưa thể nghĩ đến việc tấn công Kiev khi mà hai bên sườn tập đoàn quân xe tăng 1, mũi xung kích của cụm quân này có hai tập đoàn quân 5 và 6 của Liên Xô phòng ngự. Ngày 15 tháng 7, thống chế Đức Gerd von Rundstedt điều động cánh phải của tập đoàn quân 6 (Đức) cũng có một sư đoàn xe tăng đến khu vực Zhitomir, điều chủ lực của tập đoàn quân xe tăng 1 gồm 4 sư đoàn xe tăng và hai sư đoàn cơ giới rẽ xuống phía nam phối hợp với toàn bộ tập đoàn quân 17 tấn công vào sườn phải của hai tập đoàn quân 6 và 12 (Liên Xô) tại Kanev - Kazatin (Kozyatyn) và phát triển về hướng Zhmerynka - Voynitsa. Không phát hiện được những chuyển biến mới trên mặt trận, tập đoàn quân 6 (Liên Xô) vẫn dùng lực lượng dự bị cuối cùng của mình là quân đoàn cơ giới 16 tiếp tục cuộc phản kích vào Berdichev (Бердичев) và bị rơi vào thế bao vây. Đến ngày 18 tháng 7, lỗ thủng phòng ngự của quân đội Liên Xô giữa tập đoàn quân 6 và tập đoàn quân 26 đã rộng ra đến hơn 100 km. Muốn thoát khỏi bị bao vây, các tập đoàn quân 6 và 12 chỉ có ba ngày để rút quân trên 90 km về tuyến Belaya Tserkov - Tetiev - Kitaigorod. Để kéo cụm xe tăng chủ lực của quân Đức quay lại cánh Bắc, giảm bớt sức ép cho hai tập đoàn quân cánh Nam, ngày 19 tháng 7, Phương diên quân Tây Nam tổ chức mũi đột kích bằng 7 sư đoàn của các tập đoàn quân 5, 26 và quân đoàn kỵ binh 5 từ Fastov lên và từ Korosten xuống. Kế hoạch tấn công bị lộ và Bộ tư lệnh cụm tập đoàn quân Nam (Đức) đã kịp điều đến khu vực Tsarovka các đơn vị xe tăng, cơ giới đang chuẩn bị tấn công chính diện Kiev. Cuộc phản kích không đạt được kết quả kéo lùi cánh quân xe tăng của tướng Paul Kleist đang chặn đường rút quân của tập đoàn quân 6 (Liên Xô). Những cố gắng cuối cùng của tập đoàn quân 26 đánh vào sườn trái tập đoàn quân xe tăng 1 của Đức cũng không đạt kết quả. Ngày 30 tháng 7, tập đoàn quân xe tăng 1 và tập đoàn quân 17 (Đức) đã hợp vây chủ lực của hai tập đoàn quân 6 và 12 (Liên Xô) tại Uman.
Tại cánh cực Nam của mặt trân Xô-Đức, tập đoàn quân 11 Đức và các tập đoàn quân Romania 3 và 4 tiếp tục vượt sông Dniestr, đột phá qua các bến vượt ở Mogilev - Podolsky, ép các tập đoàn quân 9 và 18 của Phương diện quân Nam (Liên Xô) lùi sâu về Nikopol, Krivoy rog và Nikolaev. Bộ Tổng tư lệnh tối cao quân đội Liên Xô giao quyền chỉ huy hai tập đoàn quân 6 và 12 cho đại tướng I. V. Tiulenev, tư lệnh Phương diện quân Nam nhưng trên thực tế, Phương diện quân Nam không đủ lực lượng để giải vây cho hai tập đoàn quân này. Ngày 2 tháng 8 năm 1941, hai tập đoàn quân 6 và 12 (Liên Xô) bị đánh tan trong vòng vây tại khu vực Uman - Pervomaisk (Первомайск). Tướng I. N. Muzychenko, tư lệnh tập đoàn quân 6 và tướng P. G. Ponedelin, tư lệnh tập đoàn quân 12 và hơn 6.000 sĩ quan, binh sĩ Liên Xô bị bắt làm tù binh. Tập đoàn quân 9 (Liên Xô) phải rút lui trong thế bị nửa hợp vây về tuyến sông Ingulet. Chủ lực tập đoàn quân xe tăng 1, các tập đoàn quân 11, 17 (Đức) tiến đến bờ sông Dniev trên tuyến Kherson, Nikopol, Dnepropetrovsk. Trước tình thế nguy ngập trên hươớg Nam Kiev, Bộ Tổng tư lệnh quân đội Liên Xô lấy từ lực lượng dự bị của mình sáu sư đoàn bộ binh và tập hợp hơn 2000 sĩ quan và binh sĩ thoát vây để tái lập hai tập đoàn quân 6, 12 và bố trí trên tả ngạn sông Dniev từ Krasnodar đến Dnepropetrovsk.

### Chiến sự tại khu vực Kiev

#### Trên các cửa ngõ vào thành phố
Ngày 11 tháng 7, quân đoàn xe tăng 3 (Đức) chiếm Berdichev, một bàn đạp có thể tấn công trực diện vào Kiev. Để tăng cường cho cụm quân của tướng M. F. Lukin, Bộ tư lệnh Phương diện quân Tây Nam điều động sư đoàn xe tăng 10 của tướng S. I. Ogurtsov và kìm giữ được quân đoàn xe tăng 3 Đức trong khoảng một tuần lễ. Ngày 19 tháng 7, tướng Paul Kleist tung sư đoàn cơ giới 60 từ lực lượng dự bị của Tập đoàn quân xe tăng 2 đánh tiêu hao cụm quân của tướng M. F. Lukin và đẩy lùi sư đoàn xe tăng 10 khỏi Berdichev. Tập đoàn quân 6 bị tập đoàn quân 17 (Đức) dồn ép phải lùi về phía nam cũng là tuyến mặt trận của quân đội Liên Xô phía trước Kiev xuất hiện một lỗ hổng rất lớn. Bộ tư lệnh Phương diện quân Tây Nam điều động hai quân đoàn kỵ binh 27 và 64 ra bịt cửa mở nhưng hai đơn vị này vẫn còn đang trên đường hành quân. Ngày 15 tháng 7, Phương diện quân Tây Nam ra lệnh phản kích vào cách quân Berdichev của tập đoàn quân xe tăng 2 (Đức) bằng lực lượng của quân đoàn cơ giới 16 tại hướng Đông trên khu vực từ Kazatin đến Zhitomir); tập đoàn quân 5 và quân đoàn bộ binh 27 trên hướng Bắc từ Brusilov đến Zhitomir; quân đoàn bộ binh 6 và quân đoàn kỵ binh 5 trên hướng Nam từ Popilnya đến Fastov. Do các binh đoàn Xô Viết không thể tập hợp đầy đủ nên cuộc phản kích bị hoãn lại hai ngày. Lợi dụng khoảng thời gian quý giá đó, Bộ chỉ huy Cụm tập đoàn quân Nam (Đức) đã điều tập đoàn quân dã chiến 6 đến khu vực đối diện với Kiev, thế chỗ cho tập đoan quân xe tăng 1 rẽ về phía nam để cùng với tập đoàn quân dã chiến 17 hợp vây hai tập đoàn quân 6 và 12 của Liên Xô. Trong tay Bộ tư lệnh Phương diện quân Tây Nam (Liên Xô) chỉ còn 3 sư đoàn lấy từ lực lượng dự bị của Đại bản doanh và họ đã phải bố trí nó tại bàn đạp Kanev - Cherkasy trên cửa ngõ phía tây Kiev.
Đầu tháng 8 năm 1941, tập đoàn quân 6 (Đức) được tăng cường 7 sư đoàn, trong đó có 4 sư đoàn lấy từ lực lượng dự bị và 3 sư đoàn lấy từ cụm tác chiến Shvetler. Trước cửa ngõ Kiev đã có tới 20 sư đoàn Đức thuộc các quân đoàn bộ binh dã chiến 29, 35, 55, quân đoàn xe tăng độc lập 40, tướng Ofsthefender (phó tư lệnh Tập đoàn quân dã chiến 6) được giao chỉ huy cụm quân xung kích đánh chiếm Kiev với nhiệm vụ phải chiếm được thành phố trước ngày 8 tháng 8 để đón quốc trưởng Adolf Hitler đến duyệt binh. Tại cánh Bắc, ngày 1 tháng 8, lực lượng cơ bản của tập đoàn quân dã chiến 6 (các quân đoàn bộ binh dã chiến 35 và 54) bắt đầu tấn công vào chỗ tiếp giáp giữa tập đoàn quân 5 và quân đoàn bộ binh 27, uy hiếp khu vực Korosten, đánh chiếm các bến vượt để đi vòng vào Kiev từ hướng Bắc. Ngày 4 tháng 8, cụm quân xung kích của tướng Ofsthefender phát động tấn công vào các tuyến phòng thủ Liên Xô tại phía tây và Tây Nam Kiev. Tại địa đoạn Yurovka - Mrygi, quân đoàn xe tăng 40 (Đức) tấn công dọc theo hữu ngạn sông Dniev trên tuyến đường Vasilkov - Kiev, đánh chiếm Vita Poshtova và Chabany, uy hiếp Lesniki, Khotiv, Gatnoye và Yurovka. Bộ tư lệnh Phương diện quân Tây Nam lấy lực lượng dự bị các sư đoàn bộ binh 147, 175, 206 cùng với ba lữ đoàn đổ bộ đường không 2, 3 và 212 của quân đoàn đổ bộ đường không 3 để bịt cửa mở tại hướng Vasinkov - Yurovka.
Sau trận Smolensk, Cụm tập đoàn quân Trung tâm của Đức thấy rằng không thể đột phá trực tiếp vào Moskva qua hướng Smolensk – Moskva khi còn có Phương diện quân Tây Nam (Liên Xô) mà trực tiếp là tập đoàn quân 5 bố trí bên sườn phải của nó. Mặt trận mở rộng ra đã làm cho giãn cách đội hình các tập đoàn quân Đức mỏng đi. Để khép chặt đội hình và thủ tiêu nguy cơ đe dọa từ sườn phải. Cụm tập đoàn quân Trung tâm (Đức) được lệnh tạm dừng tấn công hướng Moskva và hướng mũi tấn công của Tập đoàn quân xe tăng 2 xuống phía nam để thanh toán Phương diện quân Tây Nam trước. Ngày 8 tháng 8, tập đoàn quân xe tăng 2 và tập đoàn quân dã chiến 2 (Đức) đã mở cuộc tấn công vào địa đoạn mỏng yếu trong dải phòng ngự của Phương diện quân Trung tâm (Liên Xô) trên hướng Mogilev - Gomel và Roslavl - Starodub, phía nam Smolensk. Ngày 14 tháng 8, Bộ Tổng tư lệnh tối cao quân đội Liên Xô thành lập Phương diện quân Bryansk (từ các lực lượng còn lại của Phương diện quân Trung tâm) do trung tướng A. I. Yeryomenko chỉ huy có nhiệm vụ bịt chặt tuyến Bryansk, Gomel, Chernigov. Tướng A. I. Yeryomenko hứa sẽ đánh tan tập đoàn quân xe tăng 2 (Đức). Tuy nhiên, với lực lượng chỉ có hai tập đoàn quân 13 và 50 gồm 6 sư đoàn bộ binh và 1 sư đoàn kỵ binh, Phương diện quân Bryansk không đủ binh lực và phương tiện để chống lại đòn tiến công của tập đoàn quân xe tăng 2 và tập đoàn quân dã chiến 2 Đức gồm 18 sư đoàn, trong đó có 6 sư đoàn xe tăng. Giữa tháng 8, Tập đoàn quân xe tăng 2 (Đức) chọc thủng phòng tuyến của Phương diện quân Bryansk, tiến nhanh theo hướng Bắc – Nam về phía Gomel và chiếm thành phố này ngày 20 tháng 8 năm 1941, đe doạ nghiêm trọng sườn phải phương diện quân Tây Nam của Liên Xô đang phòng thủ trên hướng Kiev..
Ngày 8 tháng 8, quân đoàn xe tăng 40 (Đức) đột phá vào Myshalovka, Sovki, khu rừng Goloseyev (???) và chiếm một số điểm cao khống chế Kiev từ phía nam. Tình hình nghiêm trọng buộc Bộ tư lệnh Phương diện quân Tây Nam phải đề nghị với Bộ Tổng tư lệnh tối cao Liên Xô cho rút quân sang tả ngạn Dniev. Tuy nhiên, I. V. Stalin nghi ngờ Bộ Tư lệnh Phương diện quân Tây Nam định bỏ Kiev và lập tức điện hỏi. Thượng tướng M. I. Kirponosh cam đoan sẽ dùng mọi biện pháp để giữ được Kiev nhưng yêu cầu cho rút tập đoàn quân 5 và quân đoàn bộ binh 27 đang có nguy cơ bị hợp vây ở Tây Bắc Kiev tại khu vực đầm lầy nằm giữa Mozyr và Korosten. I. V. Stalin yêu cầu Phương diện quân Tây Nam phải giữ được Kiev ít nhất là hai tuần tới trước khi Đại bản doanh có thể điều những lực lượng dự bị đến để chi viện. Ngày 10 tháng 8, Bộ Tư lệnh Phương diện quân Tây Nam hợp nhất tất cả các đơn vị phòng thủ Kiev thành tập đoàn quân 37 với 2/3 quân số lấy từ các đơn vị dân quân Kiev và bố trí nó trên tuyến đường Vasinkov - Kiev. Ngày 10 tháng 8, 5 sư đoàn bộ binh và cơ giới Đức lại tổ chức tấn công trên tuyến đường này. Các trận đánh đẫm máu đã diễn ra tại khu vực Markhalovka. Quân đội Đức Quốc xã tổn thất hàng nghìn quân và hơn 100 xe tăng. Phía Liên Xô cũng chịu những thiệt hại lớn về binh lực: lữ đoàn đổ bộ đường không 3 chỉ còn 375 tay súng, sư đoàn bộ binh 147 chỉ còn gần 200 người, sư đoàn bộ binh 206 chỉ còn hơn 300 người. Bộ tổng tư lệnh hướng Tây Nam lấy từ lực lượng dự bị của mình sư đoàn bộ binh 286 tăng viện cho tập đoàn quân 37. Ngày 15 tháng 8, tập đoàn quân 37 tổ chức phản công với sự tham gia của trung đoàn pháo binh Katyusha đầu tiên của Phương diện quân đã đẩy lùi quân Đức được 10 km về phía nam Kiev. Từ ngày 11 đến ngày 16 tháng 8, thống chế Gerd von Rundstedt, tư lệnh Cụm tập đoàn quân Nam (Đức) sử dụng toàn bộ máy bay ném bom của Tập đoàn không quân số 4 mở chiến dịch không kích Kiev, đồng thời xin tăng cường lực lượng lấy từ Cụm tập đoàn quân Trung tâm. Đề nghị này không được Bộ Tổng tư lệnh lục quân Đức chấp thuận. Thống chế Gerd von Rundstedt buộc phải điều trở lại hướng Kiev hai sư đoàn xe tăng lấy từ tập đoàn quân xe tăng 1 của tướng Paul Kleist.

#### Kiev thất thủ

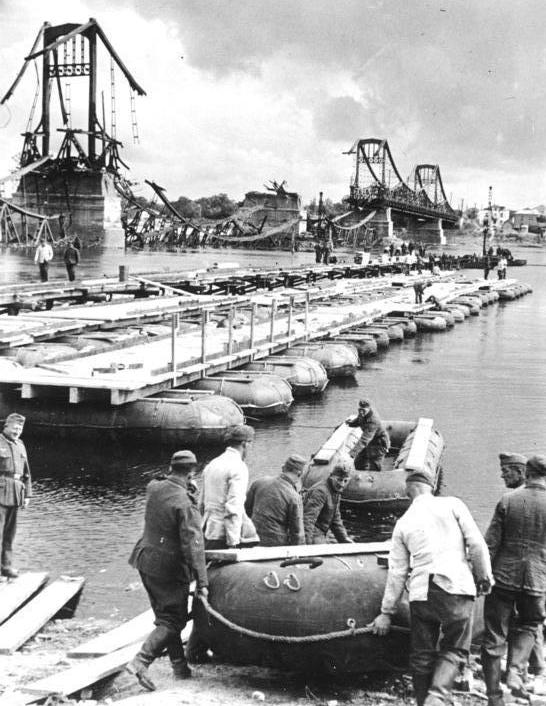
Quân đội Đức Quốc xã bắc cầu phao qua sông Dniepr tại Kiev, tháng 9 năm 1941

Trong tháng 8, các nỗ lực phản công của phương diện quân Bryansk của Liên Xô đánh vào sườn trái tập đoàn quân xe tăng 2 và tập đoàn quân dã chiến 2 của Đức vẫn không chặn được cánh quân này. Đến ngày 16 tháng 8, hai tập đoàn quân 13 và 50 bị tổn thất lớn, phải lùi về tuyến Bryansk - Oryol, tạo ra một lỗ hổng lớn tại mặt Bắc tuyến phòng ngự của Phương diện quân Tây Nam. Những người đầu tiên trong Bộ Tổng tư lệnh quân đội Liên Xô phát hiện ra ý đồ này là nguyên soái B. M. Shaposhnikov, đại tướng G. K. Zhukov và trung tướng A. M. Vasilevsky. Trong báo cáo ngày 19 tháng 8 gửi Tổng Tư lệnh tối cao I. V. Stalin, G. K. Zhukov nêu rõ: "Quân địch thấy ta tập trung một lực lượng lớn trên đường đi về Moskva và có Phương diện quân Tây Nam và cánh quân Velikiye Luky của ta bố trí ở bên sườn của chúng, nên đã tạm thời từ bỏ việc đánh vào Moskva. Và trong khi chuyển sang phòng ngự tích cực chống lại Phương diện quân Tây và Phương diện quân Dự bị, chúng đã tung tất cả các đơn vị cơ động và xe tăng xung kích ra đánh Phương diện quân Trung tâm, Phương diện quân Tây Nam và Phương diện quân Nam, tiêu diệt Phương diện quân Trung tâm, đánh ra vùng Chernigov, Konotop, Pryluky rồi sẽ dùng đòn đánh từ sau lưng mà tiêu diệt các tập đoàn quân của Phương diện quân Tây Nam". Tổng tham mưu truởng quân đội Liên Xô, nguyên soái B. M. Shaposhnikov cũng lưu ý I. V. Stalin về tình trạng yếu kém của Phương diện quân Bryansk, nó chỉ gồm 2 tập đoàn quân với phần lớn các đơn vị vừa thoát vây, không đủ sức để chặn hai tập đoàn quân dã chiến 2 và xe tăng 2 của Đức. Tuy nhiên, I. V. Stalin vẫn không cho Phương diện quân Tây Nam rút về tả ngạn sông Dniev. Thậm chí I. V. Stalin còn cách chức Tổng tham mưu trưởng của đại tướng G. K. Zhukov vì đề nghị này và ra lệnh tiếp tục giữ vững Kiev.
Ngày 19 tháng 8, sau khi chủ trương rút quân tại cánh phải của Phương diện quân Tây Nam do S. M. Budionny đề nghị được Đại bản doanh chấp thuận, Hội đồng quân sự phương diện quân vạch kế hoạch rút tập đoàn quân 5 và quân đoàn bộ binh 27 về tả ngạn sông Dniev. Phát hiện các sư đoàn Liên Xô rút khỏi Korosten, thống chế Walther von Reichenau tổ chức cho quân đoàn bộ binh 35 (Đức) truy kích nhưng không vượt qua được sư đoàn biên phòng 4 (quân của Bộ Dân ủy nội vụ) cản hậu. Ngược lại, do tổ chức rút quân kém nên ngày 23 tháng 8, quân đoàn 27 đã để cho sư đoàn cơ giới 57 (Đức) chiếm được các bến vượt qua sông Dniev tại Ostior (???). Không chỉ có vậy, sai lầm của Bộ tư lệnh tập đoàn quân 37 cho điều động hai tiểu đoàn pháo chống tăng về hướng Nam Kiev đã vô hình chung tạo điều kiện cho sư đoàn xe tăng 11 (Đức) do tướng Staffer chỉ huy chiếm được cây cầu Okuninovo có ý nghĩa chiến lược hết sức quan trọng. Mặc dù các máy bay IL-2 của sư đoàn không quân 62 (Liên Xô) đã ném bom phá hủy cây cầu này ngày 24 tháng 8 nhưng đây vẫn là đòn nghiêm trọng giáng vào cánh Bắc của Phương diện quân Tây Nam. Xe tăng Đức đã qua sông và lao về Kiev. Bộ tư lệnh tập đoàn quân 37 đã hành động quá chậm chạp, do đó không thủ tiêu được các bến vượt sông của tập đoàn quân 6 (Đức). Kết quả là đến cuối tháng 8 năm 1941, Kiev có nguy cơ bị tấn công trực diện từ phía bắc. Tại cánh Nam của mặt trận Kiev cũng xuất hiện những nguy cơ mới. Sau khi hợp vây và đánh tan hai tập đoàn quân 6 và 12 (Liên Xô) tại Uman, các tập đoàn quân dã chiến 17 và xe tăng 1 (Đức) đã triển khai dọc hữu ngạn sống Dniev từ Kremenchuk (Кременчук) đến Dnepropetrovsk (Днепропетровск) và chuẩn bị vượt sông.

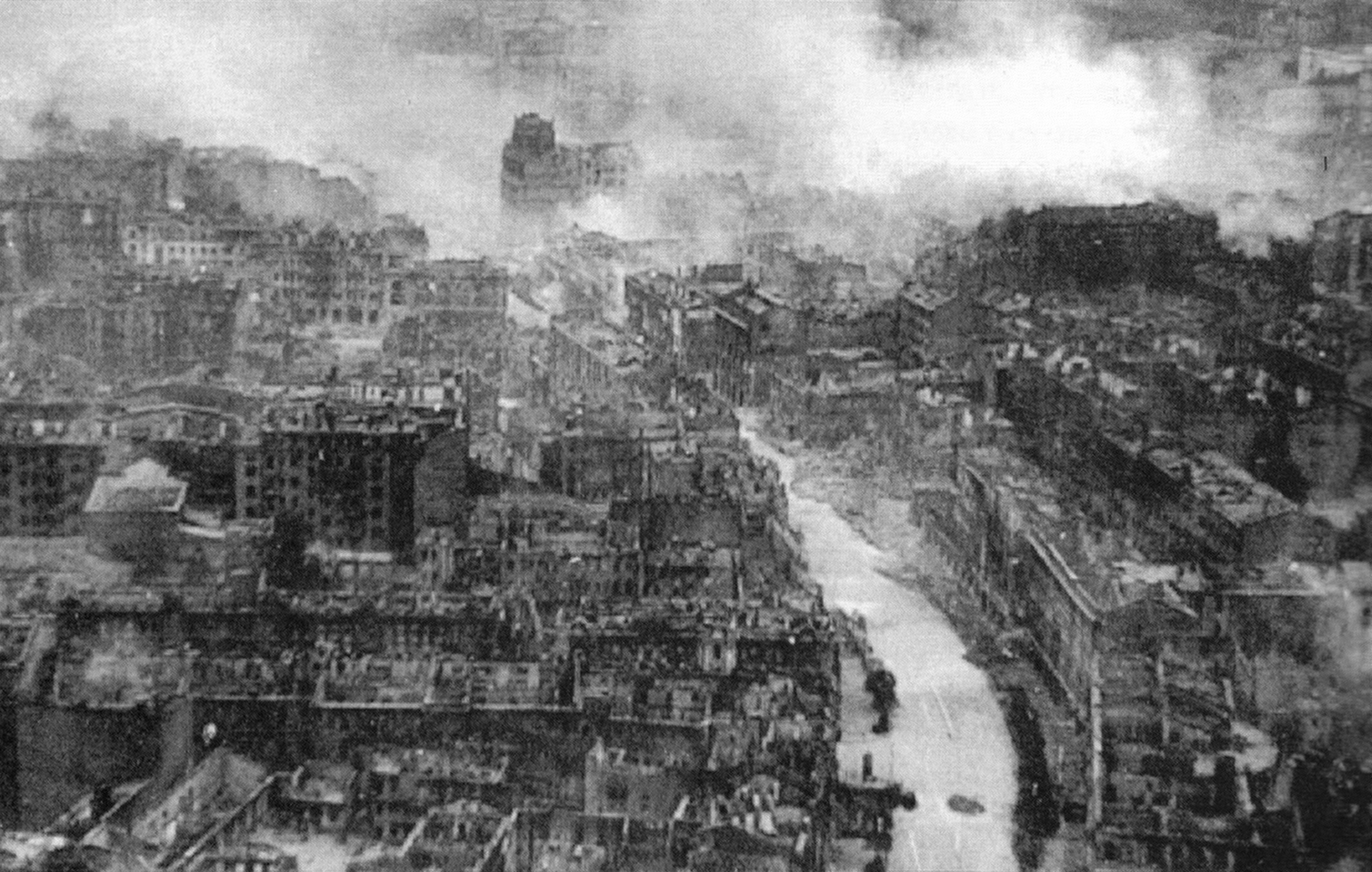
Thành phố Kiev bị tàn phá rơi vào tay quân Đức, tháng 9-1941

Ngày 24 tháng 8, Bộ Tổng tư lệnh quân đội Liên Xô giải thể phương diện quân Trung tâm, phối thuộc tập đoàn quân 21 cho Phương diện quân Bryansk. Phương diện quân Tây Nam được tăng cường tập đoàn quân 40 do tướng K. P. Potlas chỉ huy. Tuy nhiên, với lực lượng mỏng, chỉ gồm chỉ hai sư đoàn bộ binh 135, 293, sư đoàn xe tăng 10 và quân đoàn đổ bộ đường không 2 đã tổn thất đáng kể trong các trận chiến đấu bảo vệ Kiev hồi tháng 7, tập đoàn quân 40 không thể ngăn chặn được tập đoàn quân xe tăng 2 (Đức). Do hành động của Phương diện quân Bryansk vẫn không có hiệu quả, ngày 2 tháng 9, Đại bản doanh Bộ Tổng tư lệnh Liên Xô gửi một bức điện nghiêm khắc đến tướng A. I. Yeryomenko, tư lệnh phương diện quân Bryansk: "Guderian và toàn bộ cụm quân của hắn phải bị đập nát tan tành. Chừng nào điều này chưa làm được thì tất cả những lời cam đoan của đồng chí về thắng lợi vẫn không có giá trị gì hết".
Đến ngày 7 tháng 9, tập đoàn quân xe tăng 2 của tướng Guderian đã đánh bật các tập đoàn quân 21 và 40, chiếm Chernigov (Чернигов) và Konotop (Конотоп) và lao nhanh về hướng Lokhvitsa (Лохвица) - Romny (Ромны). Các chiến dịch ném bom bằng không quân tầm xa của quân đội Liên Xô cũng không ngăn chặn được cụm xe tăng này. Các cuộc phản công của Phương diện quân Bryansk trên hướng Roslav - Novozybkov cũng nhanh chóng bị tập đoàn quân đã chiến 2 (Đức) đẩy lùi. Chỗ hở giữa hai tập đoàn quân 13 và 21 của Liên Xô đã lên đến 60–70 km. Lập tức, 8 sư đoàn bộ binh, 3 sư đoàn xe tăng và 3 sư đoàn cơ giới tăng của tướng Guderian tràn qua chỗ đứt gãy này. Tại cánh Nam của mặt trận, ngày 10 tháng 9, sư đoàn xe tăng 14 (Đức) đánh chiếm bàn đạp Daryevka bên tả ngạn sông Dniev tại khu vực phòng thủ của tập đoàn quân 38 (Liên Xô) do tướng N. V. Feklenko chỉ huy. Đến ngày 12 tháng 9 thì 12 sư đoàn bộ binh của tập đoàn quân 17, 4 sư đoàn xe tăng và 3 sư đoàn cơ giới của tập đoàn quân xe tăng 1 (Đức) đồng loạt vượt sông tại năm điểm từ Kremenchuk (Кременчук) đến Dnepropetrovsk (Днепропетровск). Trên hướng chính diện Kiev, tập đoàn quân 6 Đức đã tập trung 20 sư đoàn bộ binh, 3 sư đoàn SS và 1 sư đoàn xe tăng. Phương diện quân Tây Nam gồm các tập đoàn quân 5, 26, 37, 38, 40 đã rơi vào tình trạng bị nửa hợp vây từ bốn phía.
Tại hướng cực Nam của mặt trận Xô-Đức, từ ngày 11 tháng 8 đến 10 tháng 9, Cụm tập đoàn quân Nam (Đức) sau khi đánh tan hai tập đoàn quân 6 và 12 dã chiếm Krivoy Rog (Кривой Рог), Nikolaiev (Николаев), Zaporozhye (Запорожье); bao vây Odessa, dồn cụm tác chiến Duyên hải (Liên Xô) về bán đảo Krym, bao vây Sevastopol. Ngày 28 tháng 9, sư đoàn xe tăng 16 thuộc tập đoàn quân xe tăng 1 của tướng Paul Kleist và tập đoàn quân 11 (Đức) tiến công vòng qua Novomoskovsk về hướng Pavlograd. Mặc dù tập đoàn quân 9 và 18 (Liên Xô) đã dồn lực lượng để giữ Taganrog nhưng không đủ binh lực. Sườn phía bắc của Phương diện quân Nam vẫn bị hở và Phương diện quân phải lui về giữ tuyến sông Miush.

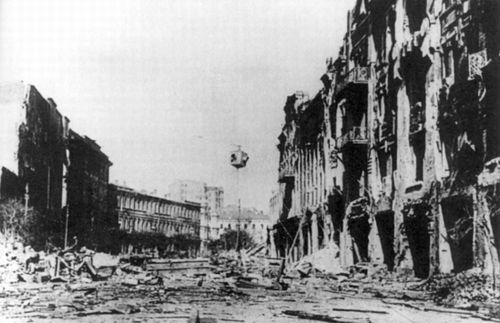
Phố Kreshatic, Kiev đổ nát sau các trận ném bom của không quân Đức Quốc xã

Ngày 13 tháng 9, tướng V. I. Tupikov, tham mưu trưởng phương diện quân Tây Nam gửi báo cáo số 15614 đến Tổng tham mưu trưởng quân đội Liên Xô Shaposhnikov, trong đó nói rõ tình thế cực kỳ nguy hiểm của Phương diện quân với nhận xét: "Chỉ vài ngày nữa thôi là sẽ bắt đầu cái tai họa mà đồng chí đã hiểu". Tuy nhiên, I. V. Stalin lại cho rằng đây là một báo cáo hoảng hốt và gửi bức điện lúc 5 giờ ngày 14 tháng 9, yêu cầu ngừng rút lui. Phương diện quân Tây Nam đành phải thực hiện đến cùng nghĩa vị của mình. Đến tận ngày 17 tháng 9, khi nhận thấy tình thế là không thể cứu vãn được, I. V. Stalin mới đồng ý cho Phương diện quân rút lui và bỏ Kiev thì đã quá muộn. Ngày 15 tháng 9, tại Lokhvitsa, với ưu thế vượt trội về xe tăng, tập đoàn quân xe tăng 1 của tướng Paul Kleist từ Tây Nam đánh lên và tập đoàn quân xe tăng số 2 của tướng Guderian từ Tây Bắc đánh xuống đã hợp điểm tại các thị trấn Romny (Ромны) và Lokhvitsa. Các tập đoàn quân 5, 26, 37 và một bộ phận các tập đoàn quân 21 và 38 bị bao vây ở Đông Kiev trong một khu vực mặt trận hình bầu dục kéo dài từ Bắc xuống Nam. Tuy nhiên, họ không chịu hạ vũ khí. Sư đoàn biên phòng 4 (thuộc Bộ Nội vụ Liên Xô) do đại tá F. M. Mazhirin chỉ huy, đơn vị cuối cùng ở lại Kiev đã phá các cây cầu Petrovsski, Bosh, Navonisky, Darnitsa để ngăn chặn quân Đức. Ngày 19 tháng 9 năm 1941, Kiev thất thủ. Lợi dụng vòng vây của quân Đức còn có chỗ bị đứt đoạn, nhiều trận đột kích phá vây đã được các tập đoàn quân, quân đoàn, sư đoàn, thậm chí cả các tiểu đoàn tổ chức. Trong khi tham gia các trận đột kích phá vây, ngày 20 tháng 9, thiếu tướng V. I. Tupikov, tham mưu trưởng phương diện quân tử thương trong chiến đấu tại làng Opdiepka; thượng tướng M. P. Kirponos, tư lệnh phương diện quân bị trúng đạn cối của quân Đức và tử thương. Ngày 23 tháng 9, các ủy viên hội đồng quân sự phương diện quân: chính ủy sư đoàn E. P. Rykov, Bí thư Trung ương Đảng Cộng sản Ukraina M. A. Burmistenko bị quân Đức bắt và xử bắn. Tướng M. I. Potapov (tư lệnh tập đoàn quân 5) bị quân Đức bắt làm tù binh. Đến cuối tháng 9, số quân Liên Xô thoát vây về đến tuyến phòng ngự của Phương diện quân Tây Nam (tái lập, do nguyên soái S. M. Timoshenko chỉ huy) gồm có: quân đoàn kỵ binh 5 (tập đoàn quân 26), các quân đoàn 15, 31 bộ binh (tập đoàn quân 5), các sư đoàn 117, 187, 219 (tập đoàn quân 21). Trong số các tươớg lĩnh thoát vây có trung tướng F. I. Kostenko, tư lệnh tập đoàn quân 26; trung tướng M. A. Paksegov, chủ nhiệm pháo binh, thiếu tướng N. X. Petukhov, tư lệnh lực lượng phòng hoá; thiếu tướng Dobykin, chủ nhiệm thông tin, thiếu tướng V.T.Vonsky, chủ nhiệm tăng - thiết giáp, thiếu tướng Paniukhov, chủ nhiệm ô tô, xe máy, thiếu tướng I. K. Bagramian, trưởng phòng tác chiến, thiếu tướng A. I. Danilov, phó chủ nhiệm phòng không của Phương diện quân và 12 tư lệnh sư đoàn.

## Kết quả, đánh giá và ảnh huởng
Trận Kiev đẫm máu có thể được xem là chiến thắng vinh quang nhất của Hitler và Nhà nước phát xít Đức trong cuộc Chiến tranh Xô-Đức, cũng như một thảm bại kinh hoàng nhất của Liên Xô thời bấy giờ và là một trong những thắng lợi lớn nhất của Đức trong cuộc Chiến tranh thế giới thứ hai, với việc các Tập đoàn quân Liên Xô bị tiêu diệt và con đường rộng mở cho người Đức xâm chiến vùng Ukraina giàu có. Thậm chí, có ý kiến xem đây là một thắng lợi quân sự lớn nhất thời hiện đại.

### Kết quả

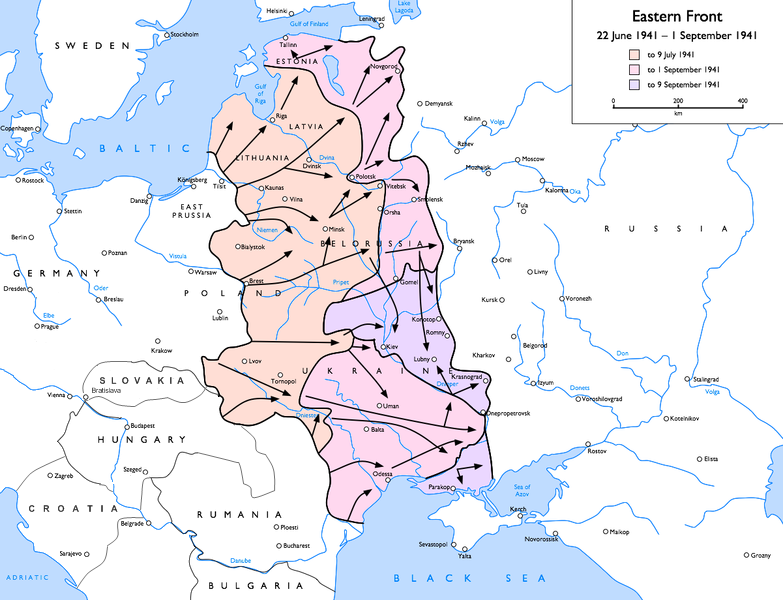
Tình hình mặt trận Xô-Đức đến tháng 9 năm 1941

Theo số liệu năm 1993 của Bộ tổng tham mưu quân đội Liên bang Nga, quân đội Xô Viết đã tổn thất lớn với tổng số quân bị loại khỏi vòng chiến đấu lên đến 700.544 người, trong đó có 616.304 người chết, bị bắt và mất tích, 84.240 người bị thương; 411 xe tăng bị bắn hỏng, 28.419 pháo và súng cối bị phá hủy hoặc rơi vào tay quân Đức, 343 máy bay bị bắn rơi. Tù binh Liên Xô rất đông, song rất ít người còn sống sót khi chiến tranh kết thúc. Cụm tập đoàn quân Nam của Đức cũng bị tổn thất hơn 10 sư đoàn, trong đó có ba sư đoàn xe tăng.
Trận Kiev kết thúc chiến cục mùa hè năm 1941 tại phần phía nam mặt trận Xô-Đức. Quân đội Đức Quốc xã gần như chiếm trọn lãnh thổ Ukraina với các vùng mỏ than Donbass, quặng sắt ở Krivoy rog, khu công nghiệp nhẹ Nikolaev, khu công nghiệp luyện kim Zaporozhye, khu công nghiệp cơ khí chế tạo Kharkov. Toàn bộ vùng đất màu mỡ trồng lúa mỳ tại hạ nguồn sông Dniestr, Dniev, Donets rơi vào tay quân Đức. Ngoài ra, vùng trung và hạ lưu sông Đông, hạ lưu sông Volga, hai tuyến huyết mạch giao thông đường thủy trên phần phía đông lãnh thổ Liên Xô tại châu Âu cũng bị đe doạ. Việc quân đội Đức Quốc xã tiến về phía nam, cắt đứt vùng trung tâm Liên Xô với vùng dầu mỏ Kavkaz và đánh chiếm kho tài nguyên này quý giá đã trở thành một nguy cơ lớn trên thực tế đối với Liên Xô. Thành công của Cụm tập đoàn quân Nam (Đức) đã mở đường cho Bộ Tổng chỉ huy quân đội Đức Quốc xã điều về hướng Moskva những binh đoàn mạnh nhất để tiến đánh vào thủ đô Liên Xô.
Mặc dù phải trả tập đoàn quân xe tăng 2 và tập đoàn quân dã chiến 2 về hướng Moskva, Cụm tập đoàn quân Nam (Đức) vẫn có đủ lực lượng để gây sức ép trên tuyến mặt trận từ Livny qua phía đông Kursk, Belgorod, Akhtyrka, Izium, Barvenkovo đến Taganrog. Sự thất bại của Phương diện quân Tây Nam và cuộc rút lui nhanh chóng của Phương diện quân Nam để tránh khỏi bị hợp vây đã làm cho cuộc phòng thủ của cụm quân Duyên Hải (Liên Xô) tại Odessa rơi vào tình thế cực kỳ khó khăn. Kể cả khi được hạm đội Biển Đen (Liên Xô) của đô đốc Oktiabrsky đã phối hợp chặt chẽ với cụm quân của tướng Safronov nhưng họ cũng chỉ đứng vững được đến ngày 16 tháng 10. Rồi phải lui về giữ Sevastopol cũng trong tình trạng bị tập đoàn quân 11 (Đức) bao vây cô lập hoàn toàn sau khi chiếm gần trọn bán đảo Krym. Bộ Tổng tư lệnh tối cao Quân đội Liên Xô đã bù đắp cho những thiệt hại vô cùng lớn sau chiến cục mùa hè năm 1941 ở mặt trận Tây Nam bằng các đợn vị dự bị mới được động viên. Tập đoàn quân 40 được bổ sung thêm ba sư đoàn mới giữ hướng Voronezh. Tập đoàn quân 21 (tái lập) giữ hướng Belgorod. Tập đoàn quân 38 giữ hướng Barvenkovo cùng với tập đoàn quân 6 (tái lập) giữ hướng Izium tạo thành một "chỗ lồi" nhô về phía quân Đức. Tại Phương diện quân Nam, tập đoàn quân 12 đóng phía trước Voroshilovgrad, tập đoàn quân 18 và tập đoàn quân 37 (tái lập) phòng thủ trên tuyến sông Miush. Tập đoàn quân 9 giữ Rostov on Don.
Với sự tan nát của hệ thống phòng ngự Liên Xô, xem ra quân Đức đã có thể tiến thẳng tới Moskva. Tuy nhiên, những chiến quả của Quân đội Đức tại hướng Tây Nam Liên Xô cũng có những mặt trái của nó. Quân Đức thắng lợi nhưng tổn thất cũng cao. Do việc phải rút bớt cánh phải của Cụm tập đoàn quân Trung tâm để phối hợp với cánh trái của Cụm tập đoàn quân Nam tiêu diệt Phương diện quân Tây Nam của Liên Xô, quân đội Đức đã để lỡ thời cơ thực hiện chiến lược đánh nhanh, thắng nhanh trên hướng Moskva. Việc Phương diện quân Tây Nam duy trì được sức phòng thủ và phản đột kích trong vòng gần ba tháng tại Ukraina đã làm cho kế hoạch Barbarossa của Bộ chỉ huy tối cao Đức không thể thực hiện suôn sẻ. Chiến sự tại đây đã thu hút một phần rất lớn binh lực của Đức trong một thời gian đủ lâu, cho phép Liên Xô tranh thủ quãng thời gian quý báu đó để huy động đủ lực lượng dự bị cho chiến cục mùa đông 1941-1942. Thành thử, tuy giành một thắng lợi tác chiến vang dội nhưng người Đức đã không còn bất kỳ cơ hội nào để tiêu diệt Liên bang Xô viết, dù ở Đức khi ấy gần như chưa có ai nhìn nhận khía cạnh của thắng lợi cuối cùng của Liên Xô, mà họ chỉ chú tâm đến vấn đề quân Đức sẽ chinh phạt Đông Âu trong vòng bao lâu ?.

### Đánh giá
Trận Kiev được đánh giá như một trong những vận động quân sự vĩ đại nhất mọi thời đại, cũng như là đỉnh cao của những thắng lợi lớn và dồn dập của Đức Quốc xã trong giai đoạn đầu cuộc Chiến tranh Xô-Đức. Thượng tướng Maximilian Freiherr von Weichs - chỉ huy Tập đoàn quân số 2 của Đức - đã nhìn nhận về ý nghĩa quan trọng của thắng lợi này bên cạnh những trận đánh lớn trong lịch sử:
| “        | Tôi tin chiến thắng này là một trong những chiến dịch tuyệt vời nhất trong lịch sử chiến tranh, và vì cái tài nghệ mà nhờ đó chiến lược của nó đã được thực thi nó nó có thể chiếm một vị trí kiêu hãnh bên cạnh những trận hợp vây lớn khác trong quá khứ ở Cannae và Tannenberg. | ” |
| — Weichs | |   |

#### Về Quân đội Liên Xô
Thất bại tại Kiev của quân đội Liên Xô có nhiều nguyên nhân khách quan và chủ quan. Trước hết, trách nhiệm đó thuộc về cả sự chỉ đạo của Bộ Tổng tư lệnh tối cao cũng như Bộ Tư lệnh và bộ tham mưu các phương diện quân. Stalin đã tỏ quá chủ quan, mang lại thảm họa cho Quân đội Liên Xô. Ngoài nguyên nhân do Ban lãnh đạo Liên Xô mà đứng đầu là I. V. Stalin đã tính toán sai thời điểm khởi động tấn công của quân đội Đức còn có những nguyên nhân khác thuộc về công tác chỉ huy tác chiến.
Trước hết, đó là sự chậm trễ của Bộ Tổng tư lệnh quân đội Liên Xô trong việc đưa binh lực ra tuyến biên giới. Đầu tháng 6, khi phát hiện quân Đức đang tập trung xe tăng, trọng pháo và máy bay trên toàn tuyến biên giới do Quân khu đặc biệt Kiev đảm nhận, thượng tướng M. P. Kirponosh, tư lệnh quân khu đã ra lệnh điều động các binh đoàn chủ lực ra chiếm lĩnh các khu phòng thủ trên biên giới thì Moskva lại chất vấn họ: "Căn cứ vào đâu mà ra lệnh cho quân đội chiếm lĩnh tuyến phòng thủ tiền tiêu". Thượng tướng M. P. Kirponosh đành phải hủy bỏ mệnh lệnh của mình. Sự chất vấn vô lý này đã làm cho Quân khu Kiev bỏ mất mấy ngày quý báu đó để triển khai lực lượng và chủ động phòng ngự. Đến ngày 17 tháng 6, họ mới được phép triển khai năm quân đoàn bộ binh ra tuyến một thì chỉ còn năm ngày để chuẩn bị và chuyển quân trong khi các khu phòng thủ vững chắc vẫn còn đang xây dựng dở dang. Theo kế hoạch của Phòng tác chiến Bộ tham mưu phương diện quân Tây Nam, dù mọi điều kiện là thuận lợi nhất thì đến ngày 25 tháng 6, quân đoàn bộ binh 37 mới đến được tuyến Przemysl; ngày 26, quân đoàn bộ binh 55 mới tập kết tại Brezhany (???); ngày 27, quân đoàn 36 mới đến được vùng Dubno - Kozin - Kremenets; ngày 28, quân đoàn bộ binh 31 mới có thể đến Koven; ngày 30, quân đoàn bộ binh 49 mới đến được Dunaiv. Và chiến tranh đã nổ ra ngày 22 tháng 6 trong khi tất cả các đơn vị này vẫn còn đang trên đường hành quân và bị không quân Đức gây thiệt hại nặng trước khi bị xe tăng Đức tấn công trên mặt đất. Còn các quân đoàn thuộc thê đội hai vẫn đóng trên biên giới cũ, cách thê đội một từ 250 đến 300 km, không thể kịp vận động đến tăng viện cho thê đội 1.
Nguyên nhân tiếp theo thuộc về sự bị động, chờ đợi của Bộ tư lệnh các tập đoàn quân, các quân đoàn, sư đoàn thuộc hai phương diện quân Tây Nam và Nam trong những ngày đầu chiến tranh. Khi đó có những chứng cứ rõ ràng qua hoạt động trinh sát quân sự về việc quân đội Đức tập trung xong lực lượng để tấn công và trên thực tế đã mở các tuyến đường qua bãi mìn, dọn vật cản, chuyển quân ra tuyến trước và bắt đầu tấn công nhưng đến phút cuối cùng, họ vẫn chờ đợi một mệnh lệnh từ cấp trên mà không chuyển đơn vị vào ngay tư thế sẵn sàng chiến đấu.
Nguyên nhân thứ ba làm cho các Phương diện quân Tây Nam và Nam cũng như các phương diện quân khác lâm vào tình trạng lúng túng ngay trong ngày đầu tác chiến là bản Mệnh lệnh số 3 ngày 22 tháng 6 năm 1941 của Bộ Tổng tư lệnh tối cao Liên Xô yêu cầu phản công toàn diện. Đây là một mệnh lệnh xuất phát từ cảm tính mà không xuất phát từ thực tế chiến trường, không tính đến khả năng thực tế của quân đội và các tính toán có căn cứ khác. Cả Bộ Tổng tư lệnh tối cao lẫn Bộ tư lệnh các Phương diện quân Tây Nam và Nam đều chưa nắm được tình hình các hướng mặt trận. Bản Mệnh lệnh số 3 ngày 22 tháng 6 năm 1941 không chỉ là kết quả của cảm tính chủ quan từ cơ quan lãnh đạo tối cao Liên Xô mà còn xuất phát từ báo cáo khá lạc quan về tình hình mặt trận của Bộ tham mưu Phương diện quân Tây Nam. Trong khi Phương diện quân chỉ đủ lực lượng để phòng ngự thì họ lại nhận được lệnh tiến công. Một nhiệm vụ không thể hoàn thành được. Ngay khi nhận được mệnh lệnh này, tại cơ quan chỉ huy Phương diện quân cũng xuất hiện những mâu thuẫn. Chính ủy quân đoàn N.N. Vashughin yêu cầu chấp hành tuyệt đối mệnh lệnh nhưng trung tướng tham mưu trưởng M. A. Purkaev đề nghị báo cáo với Moskva cho thay đổi nhiệm vụ vì diễn biến chiến sự đã xấu đi. Tư lệnh M. P. Kirponosh buộc phải chọn giải pháp trung bình, phản công có trọng điểm. Quan điểm này được Tổng tham mưu trưởng G. K. Zhukov ủng hộ.
Một nguyên nhân nữa làm cho việc chỉ huy tác chiến bị rối loạn là hành động hăng hái thái quá và bất hợp lý và của các tư lệnh tập đoàn quân và quân đoàn. Đáng lẽ phải từ sở chỉ huy của mình để ra các mệnh lệnh tổ chức tác chiến thì họ xuống đơn vị đang chiến đấu ác liệt nhất và nắm quyền chỉ huy tại đó. Làm như vậy, họ đã để mất vai trò chỉ huy đối với toàn bộ các đơn vị và địa bàn được phân công phụ trách, không nắm được tình hình của các đơn vị khác dưới quyền, mất liên lạc với cấp trên, với các đơn vị đồng đội ở hai bên sườn. Hành động đó cũng hạn chế vai trò chủ động của thủ trưởng đơn vị cấp dưới mà họ đang có mặt nhưng cũng đẩy các thủ truởng cấp dưới khác vào thế lúng túng do không liên lạc được với cấp trên. Không có sự chỉ huy thống nhất, các đơn vị này phải tự suy xét và xoay xở theo tình huống chỉ ở trên tuyến mặt trận của mình, rất dễ gây tác hại cho các đơn vị khác.
Về chỉ đạo chiến lược, việc thành lập Bộ Tổng tư lệnh hướng Tây Nam đã làm việc chỉ huy phải thông qua khâu trung gian này và không trách khỏi chồng chéo, chậm chạp trong việc ra quyết định Tại mặt trận Ukraina, Phương diện quân Tây Nam vừa chịu sự chỉ huy của Bộ Tổng tư lệnh tối cao vừa chịu sự chỉ huy của Bộ Tổng tư lệnh hướng Tây Nam do nguyên soái S.M. Budyony (С.М Будённый) chỉ huy. Các bộ tư lệnh trung gian này có rất ít tác dụng và thường ra nhiều mệnh lệnh trái ngược do không nắm được tình hình, đồng thời mất nhiều thời gian để khẳng định mệnh lệnh chiến đấu và cũng không có quyền thay mặt Đại bản doanh để quyết định. Chính vì nguyên nhân này, các tập đoàn quân 6 và 12 của quân đội Liên Xô đã bị chậm trễ hai ngày để được phép rút lui khỏi "cái rọ" Uman và đã không thoát vây được. Ngay cả ngày 11 tháng 9, khi Tổng tư lệnh hướng Tây Nam Nguyên soái Budyony nhận thấy tình thế nguy ngập của Phương diện quân Tây Nam và đồng ý với đề nghị của Bộ Tư lệnh phương diện quân về việc rút quân thì I. V. Stalin vẫn ra lệnh với những lời lẽ nặng như chì: "Thôi, hãy chấm dứt việc tìm kiếm tuyến rút lui và phải tìm cách chống lại. Nếu không được phép của Đại bản doanh thì không được bỏ Kiev và không được phá các cầu. Hết." Đến ngày 19 tháng 9, quyết định bỏ Kiev của I. V. Stalin được đưa ra quá muộn và trở nên vô nghĩa khi các tập đoàn quân xe tăng 2 và 4 (Đức) đã bọc lưng Phương diện quân Tây Nam ở Romny. Có đến 3/4 lực lượng của năm tập đoàn quân thuộc Phương diện quân bị loại khỏi vòng chiến đấu sau đó ít ngày.
Điểm mạnh duy nhất của Quân đội Liên Xô mà quân đội Đức Quốc xã không thể khắc chế được là tinh thần chiến đấu. Ở Ukraina cũng giống như ở Belorussia, ở vùng ven Biển Đen cũng giống như ở Pribaltic, quân đội Liên Xô khi bị bao vây, bị lâm vào thế yếu vẫn thường chiến đầu đến cùng. Họ hơn hẳn đối thủ của mình ở chỗ coi thường cái chết, họ kiên trì chiến đấu cho đến khi bị giết. Mặc dù bị bao vây, bị dội bom từ trên không, họ vãn không bị tê liệt về tinh thần. Họ có thể giữ vững được một trận địa với chỉ dăm ba người. Lính Đức đã gặp phải một đối thủ hoàn toàn khác với mặt trận phía tây năm 1940.
Ý nghĩa quan trọng nhất của chiến cục mùa hè kéo dài hơn ba tháng tại Ukraina mà trọng tâm tác chiến là khu vực Kiev là Quân đội Liên Xô đã bằng nỗ lực lớn lao của mình chặn đứng âm mưu chiếm Ukraina trong một thời gian ngắn của quân đội Đức. Không những thế, họ còn thu hút về mình hai binh đoàn quan trọng của quân đội Đức trên hướng Tây, tạo điều kiện cho Bộ Tổng tư lệnh tối cao, các Phương diện quân Tây, Dự bị và Bryansk có thêm thời gian chuẩn bị cho chiến dịch phòng ngự phản công Moskva. Mặc dù chịu thiệt hại lớn về người và phương tiện, gần như mất cả một Phương diện quân nhưng Quân đội Liên Xô tại mặt trận Tây Nam đã làm tiêu hao đáng kể bốn tập đoàn quân hùng mạnh của quân đội Đức, ổn định tạm thời mặt trận Tây Nam trong mùa đông 1941-1942 và tiến hành hai trận phản công thắng lợi tại Rostov và Eletch (???) chỉ hai tháng sau đó.

#### Về quân đội Đức Quốc xã
Do chiến trường được dự kiến là các vùng thảo nguyên và đồng bằng Ukraina tương đối bằng phẳng, Cụm tập đoàn quân Nam của Đức bố trí các sư đoàn xe tăng trong biên chế các tập đoàn quân dã chiến. Khác với các quân đoàn và sư đoàn Liên Xô thường được tổ chức theo kiểu binh chủng hợp thành (trừ không quân); các sư đoàn, quân đoàn, thậm chí là tập đoàn quân của quân đội Đức Quốc xã được tổ chức chuyên môn hóa cao. Một tập đoàn quân xe tăng Đức thường bao gồm 2 quân đoàn xe tăng và 1 quân đoàn bộ binh cơ giới. Ngược lại, một tập đoàn quân dã chiến Đức thường gồm hai quân đoàn bộ binh và một quân đoàn cơ giới hỗn hợp với một sư đoàn xe tăng và hai sư đoàn cơ giới. Việc sử dụng rộng rãi xe tăng và xe bọc thép đã tạo cho quân đội Đức Quốc xã những "quả đấm thiết giáp mạnh". Khi phối hợp với không quân oanh tạc, xe tăng Đức có sức mạnh đột kích với ưu thế áp đảo.
Ngoài những ưu thế ban đầu về người và phương tiện chiến tranh, các tư lệnh tập đoàn quân của Cụm tập đoàn quân Nam (Đức) đã biết khoét sâu những điểm yếu của Quân đội Liên Xô còn hoàn toàn chưa được chuyển trạng thái từ thời bình sang thời chiến. Họ tích cực sử dụng các trận trinh sát chiến đấu để phát hiện những chỗ mỏng yếu trên tuyến phòng ngự không liên tục của Quân đội Liên Xô và tung lực lượng xe tăng đột kích vào các "khoảng trống" đó. Đặc điểm mới mẻ về chiến thuật của Cụm tập đoàn quân Tây Nam (Đức) là hạn chế dùng pháo binh để mở trận mà phát huy ưu thế to lớn của không quân oanh tạc. Các máy bay ném bom được sử dụng rộng rãi để chế áp các tuyến phòng ngự của Quân đội Liên Xô trước khi dùng bộ binh cơ giới và xe tăng tấn công và nhanh chóng vây bọc các đơn vị Liên Xô hầu như không được không quân yểm hộ.
Những ưu thế đó chỉ phát huy được trong vài tuần đầu của cuộc chiến. Sức chống cự mạnh không ngờ của quân đội Liên Xô đã không tho phép Bộ tư lệnh Đức đạt được mục tiêu là trong một chiến cục ngắn, thực hiện hợp vây và tiêu diệt quân đội Liên Xô ở phía tây sông Dniev, không cho các lực lượng này rút sâu vào nội địa. Từ tháng 7 trở đi, Cụm tập đoàn quân Nam phải thay đổi chiến thuật. Các thống chế Gerd von Rundstedt và Walther von Reichenau đã không vội vã tấn công trước các binh đoàn cơ giới và bộ binh Liên Xô được tổ chức phòng ngự có chiều sâu trên mặt trận Ukraina. Các tướng lĩnh chỉ huy các tập đoàn quân thường chọn giải pháp đi vòng qua các khu phòng thủ kiên cố và vây bọc các đơn vị Liên Xô thường sa vào thế trận phòng ngự bị động và tiếp tục phát huy lợi thế về xe tăng, cơ giới. Chiến thuật này của họ đã thu được hiệu quả là làm suy yếu dần dần các đơn vị Liên Xô. Thế nhưng, các tướng lĩnh trong Bộ Tổng tham mưu quân đội Đức hùa theo thuyết đánh nhanh, thắng nhanh của Hitler lại không hiểu điều này và thường xuyên phê phán Cụm tập đoàn quân Nam tiến quân quá chậm chạp. Chỉ khi bằng chiến thuật đánh tiêu hao này phát huy hiệu quả trong hai trận hợp vây ở Uman và Đông Kiev, những lời phê phán này của các sĩ quan tham mưu Đức ở hậu phương mới tắt dần.
Vì chính chiến thuật này lại mâu thuẫn với phương châm đánh nhanh thắng nhanh nên việc chậm đánh bại Phương diện quân Tây Nam của Liên Xô đã làm cho Adolf Hitler phải điều chỉnh lại kế hoạch Barbarossa vào ngày 17 tháng 8 là ngừng tấn công trên hướng Smolensk - Moskva và điều tập đoàn quân xe tăng 2 cùng tập đoàn quân dã chiến 2 tiến về hướng Romny để phối hợp với tập đoàn quân xe tăng 1 và tập đoàn quân dã chiến 6 hợp vây Phương diện quân Tây Nam (Liên Xô). Sau này có nhiều ý kiến cho rằng, quyết định của Adolf Hitler phái một nửa lực lượng của cụm tập đoàn quân Trung tâm xuống phía nam tiêu diệt Kiev đã bỏ lỡ cơ hội đánh chiếm Moskva trước mùa đông. Tuy nhiên, theo nguyên soái G.K. Zhukov của Liên Xô thì quyết định này là đúng đắn cho quân Đức và sẽ phải xảy ra theo đúng quy luật quân sự và tình thế chiến trường khi đó. Một trong những nguyên nhân đơn giản là quân đội Đức cho dù rất mạnh nhưng cũng vẫn không đủ lực lượng để tổng tấn công trên tất cả các hướng chiến lược cùng một lúc. Điều này lại càng không thể thực hiện được do sau hai tháng chiến tranh, Liên Xô đã kịp động viên lực lượng dự bị của mình trong khi lực lượng dự bị của quân Đức từ các Tây Âu, Đông Âu và nội địa nước khác phải mất gấp đôi thời gian mới có thể tiếp cận chiến trường. Tóm lại, thời gian ủng hộ quân đội Liên Xô. Như các tác giả cuốn The Second World War: Europe and the Mediterranean ghi nhận, dù lúc đó không ai ngờ đến, chiến thắng "Cannae thời hiện đại" này là thắng lợi to lớn cuối cùng của Quân đội Đức Quốc xã ở Liên Xô.

### Ảnh huởng quốc tế trước và sau chiến trận
Bầu không khí chính trị thế giới trong thời gian đầu của Chiến tranh Xô-Đức khá phức tạp. Khối đồng minh các cường quốc chống phát xít mới đang trong giai đoạn hình thành. Có những nước mới đây còn tìm cách đẩy nước Đức phát xít hướng về phía đông tấn công Liên Xô thì nay lại đang phải chống lại quân đội Đức Quốc xã; và họ đã thấy Liên Xô là đồng minh đáng tin cậy trong cuộc chiến toàn cầu chống chủ nghĩa phát xít. Vấn đề là liệu Liên Xô có thể đứng vững trước những đòn tấn công khủng khiếp của bộ máy quân sự khổng lồ của nước Đức không? Ông Averall Hariman, đặc phái viên của tổng thống Hoa Kỳ và Huân tước Beaver Brook, đại diện của thủ tướng Anh Churchill đã nhận được sự khẳng định có cơ sở của Liên Xô. Tuy nhiên, họ vẫn phải "kiểm nghiệm Liên Xô" qua thực tế để trả lời câu hỏi của cử tri Hoa Kỳ: Có nên giúp đỡ vũ khí cho nước Nga Xô Viết không?
Cũng như các trận đánh tại khu vực Moskva, trận Kiev là một thử thách lớn của Liên Xô nói riêng và khối đồng minh chống phát xít nói chung trong 6 tháng chiến tranh đầu tiên. Do nhiều cơ sở công nghiệp sản xuất vũ khí và chế tạo máy bị phá hủy trong tháng đầu của cuộc chiến, các nhà máy sơ tán về phía đông và các nhà máy mới xây dựng chưa đi vào hoạt động ổn định; Liên Xô phải dựa một phần vào nguồn cung cấp vũ khí, phương tiện chiến tranh của Hoa Kỳ. Trong đó có cả loại máy bay chiến đấu "E Kobra" được chuyển qua Iran vào Liên Xô. Để bảo đảm chắc chắn rằng vũ khí của Hoa Kỳ giúp Liên Xô sẽ không rơi vào tay quân đội Đức Quốc xã, tháng 8 năm 1941, tổng thống Hoa Kỳ Franklin D. Roosevelt phái cố vấn Harry Hopkins đến Moskva nghiên cứu tình hình mặt trận Xô-Đức. Tại buổi chia tay I. V. Stalin ngày 15 tháng 8, cố vấn Harry Hopkins hỏi thẳng: "Đến mùa đông 1941-1942, tuyến mặt trận sẽ ở đâu?" I. V. Stalin trả lời: Đến cuối năm 1941, mặt trận sẽ ở Tây Leningrad, Tây Moskva và Tây Kiev. Đây là một trong những nguyên nhân để biện minh cho việc chậm rút Phương diện quân Tây Nam về tuyến sau của I. V. Stalin. Ở thời điểm đó, việc rút khỏi Kiev sẽ rất bất lợi cho uy tín của Liên Xô trong quan hệ đối ngoại. Mặt khác, việc sớm bỏ Kiev có thể làm cho tổng thống Hoa Kỳ Franklin D. Roosevelt bị "yếu thế" trong cuộc luận chiến với những người phản đối giúp đỡ Liên Xô cả về chính trị và vật chất và cả những người cho rằng sự giúp đỡ đó phải có điều kiện và tùy thời. Trong số những người chủ trương giúp đỡ Liên Xô một cách có điều kiện, thượng nghị sĩ Harry Truman tuyên bố: "Nếu chúng ta thấy Đức thắng, chúng ta phải giúp Nga. Nhưng nếu Nga thắng, chúng ta phải giúp Đức. Tóm lại là để họ giết nhau càng nhiều càng tốt". Câu trả lời của I. V. Stalin mà Hary Hopkins mang về Hoa Kỳ phải được khẳng định bằng hoạt động có hiệu quả của quân đội Liên Xô trên chiến trường. Do đó, việc cầm cự đến ngày 19 tháng 9 của Phương diện quân Tây Nam trong thế bị quân đội Đức Quốc xã bao vây tuy là một thất bại nặng nề về quân sự nhưng lại có một ý nghĩa chính trị quan trọng. Ngày 21 tháng 8, cả hai viện của Quốc hội Hoa Kỳ đều đồng ý về nguyên tắc việc viện trợ vũ khí cho Liên Xô mặc dù không phải với số lượng đủ để có thể bù đắp được những tổn thất vật chất của Quân đội Liên Xô sau các trận đánh mùa hè 1941.
Nhưng thất bại nặng nề của quân đội Xô Viết tại Kiev còn có một khía cạnh khác, nó tác động lên tâm lý của lãnh tụ hai bên làm ảnh hưởng đến kết cục chiến tranh sau này: Tổng chỉ huy tối cao của Liên Xô Stalin sau các thất bại tại Belorussia và Kiev đã nhận thức được những hạn chế về kiến thức quân sự của cá nhân mình và đã biết chú ý lắng nghe ý kiến của Bộ tổng tham mưu và các tướng lĩnh Xô Viết. Trong khi đó Hitler ngày càng quá tự tin vào thiên tài quân sự và năng lực bất khả sai lầm của mình, ngày càng bỏ qua các ý kiến có cơ sở xác đáng của các tướng lĩnh Đức có chuyên môn già dặn. Điều này đã ảnh hưởng nhất định đến quá trình điều hành chiến tranh của hai bên.